# CeVIO
CeVIO（チェビオ）は、ユーザー生成コンテンツを支援するために誕生したプロジェクトである。名古屋工業大学学内ベンチャー企業のテクノスピーチ、デジタルサイネージのブイシンク、映像ソフト会社のフロンティアワークスなどの複数の会社によって構成されている。デジタルサイネージのCeVIO Visionや、音声合成ソフトウェアのCeVIO Creative Studioなどをリリースしている。
またCeVIOという語は、このプロジェクトがリリースする音声合成ソフトウェア（CeVIO Creative Studio、CeVIO AI）のことを指す場合もある。このソフトウェアの姉妹ブランドとしてVoiSonaが存在する。
「CeVIO」という名称は、VOICEという語のアナグラムである。
本稿では、主に音声合成ソフトウェアのCeVIOについて説明する。

## 企画

### CeVIO Vision
CeVIO Vision（チェビオ ビジョン）はキャラクターとの双方向なやりとりが可能な音声デジタルサイネージ（電子看板）である。CeVIOプロジェクトの企画第1弾として登場した。
最初の登場は、CeVIOプロジェクトのキャラクター「さとうささら」が等身大サイズとなり2013年1月22日より1年間、アニメイト秋葉原店入り口横で稼働した。
その後は常設展示はないが、イベント等で展示されることがある。

#### CeVIO Visionの技術背景
名古屋工業大学で研究開発され、MMD（MikuMikuDance）モデルを使用可能な対話エージェントシステム「MMDAgent」がベースとなっている。
アニメイトで展示されたシステムはIntel製のプラットホームでWindows Embedded上で稼働する。
Kinect V2を利用したリアルタイムモーション検出に対応する。

#### CeVIO Visionの歴史
- 2013年1月22日 (12年前) アニメイト秋葉原店入り口横で稼働開始（1年間）
- 2015年1月21日 (10年前) SCビジネスフェア 2015に出展[9]
- 2015年9月2日 (9年前) 宣伝会議 プロモーション＆クリエイティブフォーラム2015に出展[10]
- 2016年10月27日 (8年前) 文部科学省内で展示（2016年12月22日まで）[11]。

#### CeVIO Visionの関連製品
- 「スマートビジョン」 - バーチャルキャラクターがリアルタイムに音声認識/音声合成で情報案内をしてくれるサイネージ。さとうささらが採用されているなどCeVIO Visionと同等の機能を有する製品[12]。
- 「ケアアシストサイネージ」 - 介護支援施設向けのデジタルサイネージ。高齢者介護向けの機能が充実している。引き続きさとうささらがキャラクターとして採用されている[13]。

### CeVIO Creative Studio
CeVIO Creative Studio（チェビオ クリエイティブスタジオ）は、テキストを入力すると合成して読み上げるトーク機能（Text-To-Speech）と、歌詞をピアノロール上に入力して歌い上げるソング機能（ボーカルシンセサイザー）の2つを併せ持つ、音声合成ソフトウェア。
トーク、ソングそれぞれに対応した音声ライブラリ・キャラクターが存在しており、両方のライブラリを持つキャラクターも存在する（さとうささら、ONEなど）。マルチトラックに対応しており、トークとソングを組み合わせた音声作品を作ることも可能である（例えばナナホシ管弦楽団による楽曲『おねがいダーリン』など）。WAVファイルをオーディオトラックとして読み込むことも可能で、伴奏などのオケを取り込むことで簡易MIXも可能（MIXした状態で音声ファイルとして出力できる）。ソング、トークともに生成した音声ファイルの出力だけでなく音素のタイミング情報を記載したラベルファイル（.lab）を出力することが可能で、リップシンクなどに利用ができる。
CeVIO AIの発売後も併売されるが、ソングボイス・トークボイスに互換性はなくCeVIO AIのボイスを使用することはできない。

#### トーク機能
縦に複数行が並ぶUIをもち、各行ごとに文字を入力すると音声が合成される。各行ごとに音声ライブラリ・キャラクターを切り替えることが可能で、掛け合いなどの会話劇を作ることができる。
各行ごとに複数のパラメータによる表情設定ができる他、音声ライブラリ・キャラクターごとの独自の感情コントロールで表情付けをすることができる。
長文の外部テキストファイルを読み込むことが可能なほか、青空文庫の形式を読み込むことも可能。青空文庫方式のルビ表記にも対応する。
生成した音声はWAV形式で出力する以外にも、元の文章をテキストファイルとして出力したり、字幕（srt形式）ファイルを出力することも可能。
SAPI 5に対応し、外部ソフトと連携して読み上げソフトとしての利用もできる。また、COMやC#向けの専用APIが公開されており、SAPI5以上の細かなパラメータを外部ソフトから制御することが可能。

#### ソング機能

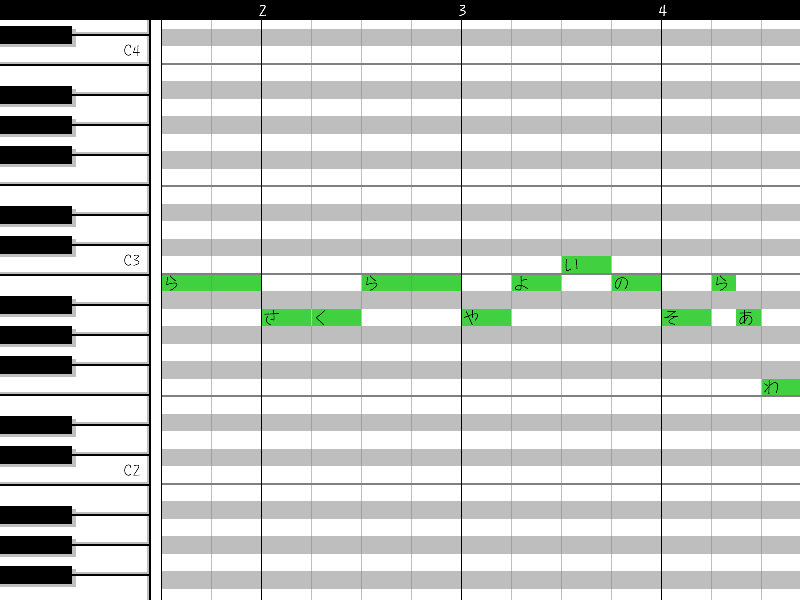
歌声の入力が可能なシーケンスソフトに用いられるピアノロール表示の例。CeVIO CSのソングエディタでは図のものと同様、ピアノロールの音符の中に歌詞を入力することで歌を表現する。

DTMで一般的なピアノロール型シーケンサーのユーザーインターフェースを持つ。
ピアノロールのUIの上に各パラメータを扱う以下のモードを切り替えて調声を行う。パラメータによって操作方法は異なる。
- NOR - 楽譜入力
- TMG - 発声のタイミングを調整
- VOL - 音の大きさを調整
- PIT - 音の高さを調整
- VIA - ビブラートの振幅
- VIF - ビブラートの周期調整
- ALP - 声質を調整。曲全体の声質を変更するUI（声質バー）も別に存在する

歌詞の一部に特殊な記号を入力することで（「※」ファルセットや「'」母音脱落など）歌い方を指定することができる。
MIDI形式によるトラックのインポート・エクスポートに対応するほか、MusicXMLによるソングトラックのインポート・エクスポートに対応する。

#### 技術背景

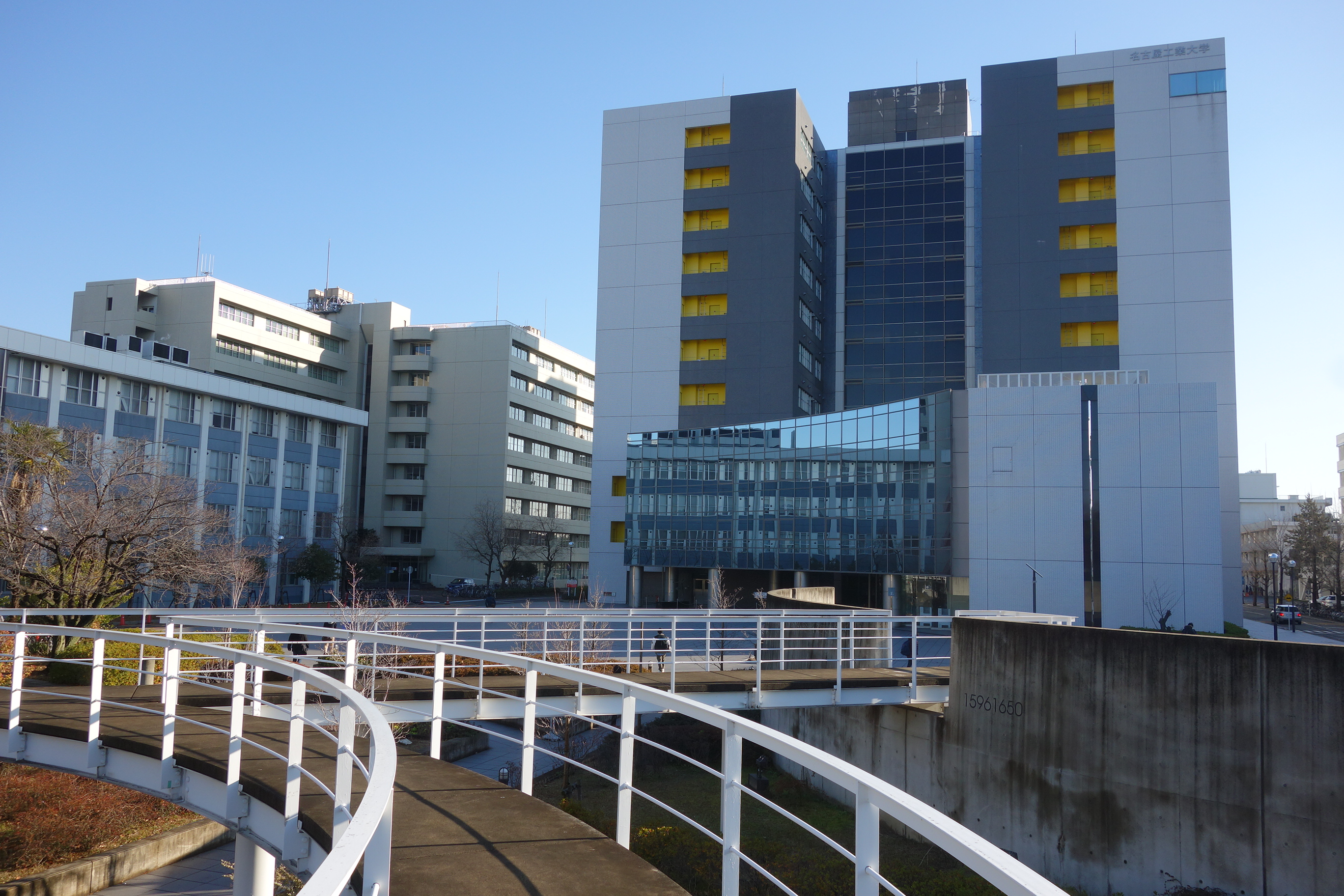
CeVIOの音声合成基礎技術は名古屋工業大学での研究が基になっている。

名古屋工業大学で研究された音声合成技術をもとにしており、姉妹ソフトとして「Open JTalk」「Sinsy」が存在する。
VOCALOIDやUTAU、VOICEROIDなど類似の音声合成ソフトが採用する波形接続型音声合成方式とは異なり、統計的パラメトリック音声合成方式のひとつ、HMM（隠れマルコフモデル音声合成）を用いる。
この音声合成方式の違いはDTMにおけるソフトウェア音源の区別、「サンプラー音源」と「物理モデル音源」の特徴の違いとおおよそ同じである。
波形接続型（≒サンプラー音源）の特徴
- 実際の音を基にするためリアル
- 音自体の加工に弱い
- 実際の波形データを持つため音源データの容量が巨大

統計的パラメトリック型（≒物理モデル音源）の特徴
- シミュレートして音を生成するためややリアルさに欠ける
- 音自体の加工に強い
- 実際の波形データを持つわけではないため音源データの容量が軽量

音声分析の一部にはUTAUやNEUTRINOなどで広く使われているWORLDが利用されている。

#### ライセンス利用について
商業利用においては規約に沿ったライセンスが記載されているが、個人利用の分においては規約の範疇を超えない限り同人活動も可能となっている。なお、Creative Studioの利用だけでなく、さとうささら・すずきつづみ・タカハシについては別途キャラクターライセンス が、サードパーティライブラリのキャラクターについてはそれぞれのライセンスに従う必要がある。

#### CeVIO CS対応ボイス
2021年1月29日現在、CeVIO CSに対応しているボイスは以下の通りである。
- さとうささら - （ソング、トーク）
- すずきつづみ - （トーク）
- タカハシ - （トーク）
- IA - （英語ソング、トーク）
- ONE - （ソング、トーク）
- 赤咲湊 - （ソング）
- 緑咲香澄 - （ソング）
- 銀咲大和 - （ソング）
- 金咲小春 - （ソング）
- 白咲優大 - （ソング）
- 黄咲愛里 - （ソング）
- ハルオロイド・ミナミ - （ソング）

CeVIO AIのライブラリは利用できない。
詳しくは「ボイスライブラリ対応表」を参照のこと。

#### 歴史
たびたびベータテストとアップデートが行われており、逐次機能が更新されている。
- 2013年4月26日 (12年前) FREE 初版公開 - 音声はさとうささら（トークのみ）
- 2013年5月1日 (12年前) FREE ver. 1.0.2.0 公開
- 2013年5月13日 (12年前) FREE ver. 1.0.3.0 公開
- 2013年6月5日 (12年前) FREE ver. 1.1.2.0 公開
- 2013年6月14日 (12年前) FREE ver. 1.2.3.1 公開 - 歌声作成機能（ソング）が実装された
- 2013年6月18日 (12年前) FREE ver. 1.2.4.2 公開
- 2013年9月26日 (11年前) 製品版発売 ver.2.0.11.2 - 特典付き初回盤パッケージが発売された  [23]
- 2013年10月24日 (11年前) FREE ver. 1.3.2.0 公開 - Windows Vista（64bit）、Windows XP（32bit）に対応
- 2014年8月7日 (11年前) CS2.2 ver.2.2.12.3 - 『CLIP STUDIO ACTION』（セルシス）との連携に対応
- 2014年11月19日 (10年前) FREE版の配布終了
- 2014年11月20日 (10年前) CS3 ver. 3.0.4.0 公開 - 正式名称が「CeVIO Creative Studio S」に
- 2014年12月12日 (10年前) 通常版パッケージ発売[23]
- 2015年7月17日 (10年前) CS3.2 ver. 3.2.17.3 公開
- 2016年1月26日 (9年前) CS4 ver. 4.0.17.1 公開
- 2016年4月6日 (9年前) CS4.1 ver. 4.1.16.0 公開
- 2016年9月5日 (8年前) CS5 ver. 5.0.10.3 公開
- 2017年1月26日 (8年前) CS5.1 ver. 5.1.7.2 公開
- 2018年1月22日 (7年前) CS6 ver. 6.0.28.3 公開 - 正式名称から「S」が付かなくなった
- 2018年6月28日 (7年前) CS6.1 ver. 6.1.8.2 公開
- 2020年1月30日 (5年前) CS7 ver. 7.0.17 公開 - 64bitアプリ化。CS6までとは別アプリとなった
- 2020年3月31日 (5年前) CS7 ver. 7.0.22.3 公開
- 2020年9月17日 (4年前) CS7 ver. 7.0.23.1 公開

2013年6月には、さとうささらの歌声合成機能（機能限定）の無料版がリリースされた。2013年9月には、音声合成用にタカハシ（男）とすずきつづみ（女）のキャラクターが追加され、さとうささらの歌声合成機能が無制限になった有料版がリリースされた。2014年11月19日に無料配布版の配布は停止したが、30日利用可能な無料体験版が配布されている。
2020年4月10日、新型コロナウイルスの蔓延への対策としてオンライン授業等で音声を使えるよう、日本全国の教育機関向けに無償で1年間使用できるライセンスが発行された（その後、1年間さらに延長）。
2021年1月のCeVIO AIの発売後も併売されるが、ボイスに互換性はない。

#### 受賞歴
- Microsoft Innovation Award 2013 コンシューマー部門[28]
- CEDEC AWARDS 2013 サウンド部門[29]
- 第23回Vectorプロレジ大賞 特別賞[30]
- 第24回Vectorプロレジ大賞 クリエイター 部門賞[31]
- 第27回Vectorプロレジ大賞 特別賞
- 第30回Vectorプロレジ大賞 クリエイター 部門賞
- 第34回Vectorプロレジ大賞 クリエイター 部門賞
- 第35回Vectorプロレジ大賞 クリエイター 部門賞

### CeVIO AI
CeVIO AI（チェビオ エーアイ）は、CeVIO Creative Studio（CeVIO CS）のトーク機能：話し声合成（TTS）・ソング機能：歌声合成（ボーカルシンセサイザー）の2つができる特徴を引き継ぎつつ、音声合成にディープニューラルネットワーク（DNN）や畳み込みニューラルネットワーク（CNN）といったAI技術を使用した、次世代の音声合成ソフトウェア。
実在する歌手などの声を事前に学習したAIが、入力されたせりふや楽譜データを基に本人らしい声質や歌い方を自動でシミュレーションすることで人間による歌声・話し声をリアルに再現することが可能。また、使いやすくなったGUIにより、ピッチパターン、タイミング等を自在に編集することができるようになった。
従来のCeVIO CSとは別製品となり、CeVIO AI発売後もCeVIO AIとCeVIO CSは継続して並行販売される。CeVIO AIとCeVIO CSを同時に起動することも可能。また、従来のCSシリーズのプロジェクト形式であるCCSファイル、CSシリーズでも可能だったMusicXMLの読み込みにも対応する。
テクノスピーチ社Twitter上で紹介されたUIのスクリーンショットで、従来のCSシリーズを踏襲しつつ、CSシリーズには無い白基調の画面デザインが公開された。CeVIO CS7とほぼ同等機能のエディタをもつ。

#### CeVIO AIのトーク機能
基本的なUIや機能はCeVIO CSと同様。ver 8.0.18.0で字幕ファイルのインポートに対応した。
Ver8.1にて事前に音声を生成しておくプリレンダー機能が搭載され、動作のレスポンスが改善された。
『CeVIO AI 弦巻マキ トークボイス English』の発売に伴い、日本語とは異なる英語入力インターフェイスの仕様が公開された。新しいアクセント入力は2021年9月のVer.8.1.16.0にて実装された。
- 半角英数文字のみ入力可能
- 強弱アクセントである英語に対応した「ストレス（強勢）」を3段階に調整できる新しいアクセント入力[42][44]
- アクセント分割／結合の機能なし
- 日本語と異なる仕様の単語登録
- 「ポーズの設定」なし

Ver.8.1.21にて単語単位のPIT/VOLの調整に対応した（これ以前はセリフ行・文字・音素単位）。
Ver.8.3にて24bit/32bit float出力に対応した。

#### CeVIO AIのソング機能
基本的なUIや機能はCeVIO CSと同様。Ver8.1にて高速化されレスポンスが改善された。
Ver.8.1.16にてノート選択時の専用の歌詞のまとめ入力UIが追加された（ノート未選択の場合は従来通り）。
Ver.8.2より、日本語ソングボイスライブラリでの英語歌詞入力機能（クロスランゲージ機能ではない）、「楽譜編集画面でタイミング調整」機能が実装された。
Ver.8.3にて24bit/32bit float出力に対応した他、アクセント・スタッカート・11段階の強弱指定に対応した。またアンドゥの高速化が行われた。
Ver.8.4にて「母音のタイミング補正」機能が追加。また、TMGモードでの操作が「楽譜編集画面でタイミング調整」機能に統一。歌詞の特殊記号「＾」「^」の追加。
歌詞の特殊記号はボイスライブラリ毎に細かな歌い方を変更できる指定であり、一部は以前のバージョンから入力可能であったが8.4ですべて入力可能になったとともに、詳細な仕様が公表された。

#### CeVIO AIの技術背景

CeVIO AIでは画像解析や音声認識などにも使われるRNNが採用されている。

名古屋工業大学 国際音声言語技術研究所、および名工大ベンチャー企業であるテクノスピーチ社によって研究開発された音声合成技術を使用する。
CeVIO CSと同様の統計的パラメトリック音声合成ではあるが、深層学習によるDNN音声合成や回帰型ニューラルネットワーク（RNN）を用いて従来よりも自然な歌声・話し声を実現した。また、畳み込みニューラルネットワーク（CNN）を用いた計算量削減などの手法も行われている。
姉妹ソフトであるSinsyは2018年からDNN版が存在した が、Open JTalkはCeVIO AIリリース時にはDNN版が公開されておらず、CeVIO AIが技術的に先行することとなった。なお、Sinsy・Open JTalk・CeVIO AIが共通で利用する音声合成学習モデルツールキットの「HTS」は2017年12月25日にDNN版が公開されている。

#### CeVIO AI対応ボイス
2023年6月現在、以下の音声ライブラリ・キャラクターが発表されている。CSシリーズのライブラリは利用できない が、将来的な利用は検討されている
- さとうささら - （トーク[57]、ソング[57][58]）
- IA - （日・英ソング[58][59]、トーク[60]）
- ONE - （ソング[59]、トーク[60]）
- 結月ゆかり - （ソング[61]）
- Ci flower - （ソング[62]）
- 可不(KAFU)- （ソング[63]）
- 東北きりたん - （ソング[64]）
- 小春六花 - （トーク）
- 弦巻マキ - （日本語・英語トーク[65]）
- ロサ（ROSA） - （日本語・英語トーク）
- 夏色花梨 - （トーク）
- 花隈千冬 - （トーク）
- フィーちゃん - （トーク）
- 星界（SEKAI） - （ソング）
- 東北ずん子 - （ソング）
- 東北イタコ - （ソング）
- すずきつづみ - （ソング、トーク）
- #KZN - （ソング）
- POPY - （ソング）
- ROSE - （ソング）
- 裏命（RIME） - （ソング）
- 狐子（COKO） - （ソング）
- 羽累（HARU） - （ソング）
- 双葉湊音 - （トーク、ソング）
- タカハシ - （トーク）
- 奏兎める - （ソング）
- 分散型自律ゴーレム りむる - （ソング）
- ユニちゃん - （トーク、ソング）
- 梵そよぎ - （トーク、ソング）
- 四国めたん - （ソング）
- ずんだもん - （ソング）
- 箱庭ハノ - （ソング）
- 箱庭コト - （ソング）

詳しくは「ボイスライブラリ対応表」を参照のこと。

#### CeVIO AIの歴史
- 2020年7月22日 (5年前)　発売告知 - 2020年度第3四半期中[58]。対応ボイスはIA、,ONE、結月ゆかり、v flower
- 2020年10月30日 (4年前) CeVIO AIトークのボイスサンプルが初公開[66]
- 2020年11月20日 (4年前) リリース時期が2021年初頭に延期される[67]
- 2021年1月27日 (4年前) 初版 ver 8.0.9.0 初版（製品版エディタ）先行DL開始[68]
- 2021年1月29日 (4年前) 初版 ver 8.0.9.0 発売 - 製品は「CeVIO AI結月ゆかり麗ソングスターター」のみ
- 2021年3月11日 (4年前) ver 8.0.18.0 - トーク対応。外部字幕ファイルのインポートに対応[40]
- 2021年3月12日 (4年前) ver 8.0.20.0 - 「CeVIO AI 小春六花 トークボイス」対応[69]
- 2021年6月8日 (4年前) ver 8.1.3.0 - ソング＆トークエンジンアップデート、各種エディタ改良。弦巻マキトークボイス対応[70]
- 2021年6月15日 (4年前) ver 8.1.5.0 - 英語トークにルビ入力機能追加[71]
- 2021年9月14日 (3年前) ver.8.1.16.0 - 英語トークに強弱アクセント指定機能追加、ソングのノート選択時の歌詞のまとめ入力変更[44]
- 2021年10月21日 (3年前) ver.8.1.21.0 - トークエディタに単語単位のPIT/VOL調整機能追加。IA&ONEソングボイス対応[45]
- 2021年11月15日 (3年前) ver.8.1.24.0 - トークエンジンアップデート、「フィーちゃん トークボイス」対応[72]
- 2022年4月26日 (3年前) ver.8.2.4.0 - ver.8.2正式公開。ソングに日本語ボイスで英語歌詞入力機能、楽譜編集時にタイミング調整機能が追加[47]
- 2022年6月23日 (3年前) ver.8.3.3.0 - ver.8.3正式公開。24bit/32bit floatのWAVファイル書き出し対応、ソング：アクセント・スタッカート対応、11段階の強弱指定対応、アンドゥ高速化。トーク：音素グラフ改良など[46]
- 2022年12月20日 (2年前) ver.8.4.0.0 - ver.8.4正式公開。ソングのタイミング調整機能の向上、歌詞の特殊記号入力対応など[48]

### VoiSona「旧CeVIO Pro(仮)」
VoiSona（ボイソナ）は、CeVIO AIとは別に開発されている、AI音声合成ソフト。CeVIOの姉妹ブランドソフトとして位置づけられている。2022年9月1日より正式提供開始。VSTiプラグインやAUプラグインとして各種DAWソフト上で動くほか、macOSにも対応。macOS版はAppleシリコンにネイティブ対応する。
CeVIO CS、CeVIO AIと同様、話し声合成（TTS）のトーク、歌声合成（ボーカルシンセサイザー）のソングの両方の機能を備えることを目指すが、リリース時点ではソング機能のみであった。トーク版は2023年9月1日現在、開発版が公開されている。
エディター、およびデフォルト付属ライブラリ「知声」は無償で利用可能。サードパーティのボイスライブラリについては、ビジネスモデルとしては、AIによる音声合成技術が人の仕事を奪うという状況を避けるため、音声提供者となる演者（声優、ボーカルなど）に定常的な収入が入るような仕組み、また継続して技術開発の出来る仕組みとしてサブスクリプションモデルが採用される。
VoiSonaは合成エンジン、エディタともにテクノスピーチが製作（CeVIOシリーズにおいてはGUIおよびエディタをブイシンクが担当する）しており、テクノスピーチが取得している商標に置き換える形でCeVIOとの相互換がある様な誤解を避ける形をとっている。CeVIO Creative Studio、CeVIO AIとは前述の通りビジネルモデルの違いにより、ボイスライブラリの互換性はない。CeVIO AIのボイスライブラリに関しては優待販売が予定されている。
2023年8月25日には、VoiSona Talkの開発版の公開を発表。同年9月1日にVoiSona Talkのデフォルトボイスライブラリ「田中傘」が付属し、無料でトライアル公開された。同日、姉妹ブランド「CeVIO AI」のソングボイスライブラリ「さとうささら」「#kzn」「結月ゆかり 麗」「双葉湊音」購入者向けにVoiSona版の各同名ライブラリの無償提供も開始された。2024年3月22日に正式版がリリース。

#### VoiSona対応ボイスライブラリ
- 知声 - 無料で利用可能なデフォルトボイスライブラリ
- さとうささら
- 機流音
- AiSuu
- #KZN
- 結月ゆかり 麗
- MYK-IV
- 双葉湊音
- すずきつづみ
- Pepper
- IA
- OИE
- Ci flower
- LAUGH DiAMOND（ラフダイヤモンド）シリーズ
  - 山田花音
  - 風祭朝陽
  - 篁響季
  - 小紫桃果
- 奏兎める
- 玉姫
- 東北きりたん
- 東北ずん子
- 東北イタコ
- 四国めたん
- ずんだもん

#### VoiSona Talk対応ボイスライブラリ
- 田中傘
- さとうささら
- すずきつづみ
- タカハシ
- 双葉湊音
- 弦巻マキ
- 小春六花
- 夏色花梨
- 花隈千冬

#### VoiSonaの歴史
- 2019年10月9日 - ICTイノベーションフォーラム2019にて初めて展示された[80]
- 2020年2月28日 - 「CeVIO Pro（仮）」の仮称が公開され、開発元のテクノスピーチ社のTwitter上で動作している動画が公開された。[81]。動作デモではDAWソフトのREAPERやStudio One上で動作している様子が公開されている[82][83]。ノートPCのスペックで複数パートの同時合成が可能[84]。開発中の画面では、Creative Studioのソングトラックによく似たUIを持ち、切り替えることでピッチカーブの表示なども可能。Creative Studioにはないソングトラック上の音声波形の表示も可能になっている。
- 2021年11月19日 - 「HUS」という新しい入力モードの存在が明かされた。また従来の「声質」以外に複数の「グローバルパラメータ」が指定可能であることが明らかになった。以前のスクリーンショットで確認できた波形表示は確認できなくなっている[83]。
- 2022年2月24日 - 正午より「CeVIO Pro (仮)」α版無料公開[85]。
- 2022年5月26日 - 正式名称が「VoiSona」に決定[86]。
- 2022年6月2日 - 正午より「VoiSona」β版が無料公開[86]。
- 2022年9月1日 - 「VoiSona」正式版が無料公開された[87]。
- 2022年10月20日 - Ver.1.1公開。編集中のソングトラック以外のソングトラックの音符を表示する機能を追加。[88]
- 2022年12月8日 - Ver.1.2公開。「TUNE」パラメータの追加。[89]
- 2022年12月19日 - VoiSona独自のサブスク対象ボイスライブラリとして「機流音」（CV：鬼龍院翔<ゴールデンボンバー>）・「AiSuu」（CV：すぅ<SILENT SIREN>）が追加[90]
- 2023年9月1日　- VoiSona Talk開発版が無料トライアル公開[78]。
- 2024年3月22日 -  VoiSona Talk正式版がリリース[91]。

## 音声ライブラリ・キャラクター

### CeVIOプロジェクト公式
以下はCeVIOプロジェクトの公式キャラクター（ボイスライブラリ）。
なお、さとうささら、すずきつづみ、タカハシのいずれの名称も、日本人の名字で最も多いものの最上位となっている。
キャラクターおよびそのキャラクターの声そのものの質をメインとしているため、基本的に公式の見解としてライブラリ提供者の名前を意図的に伏せている。ただし、提供者への興味が厚いことを受け取っており状況により公開する声明は出している。

#### さとうささら
さとうささらは、デジタルサイネージの CeVIO Vision、音声合成ソフトウェアの CeVIO Creative Studio / CeVIO AI に登場する、CeVIOプロジェクトの女性キャラクターの名称である。公式の声質紹介では明るい声を特徴とする。サンプリング元は水瀬いのり。パッケージイラストは齋藤将嗣によるもの。
CeVIOプロジェクトの3キャラクターの中では、トーク、ソングの両方を持つライブラリとなっている。
2018年12月14日には、同じくCeVIO向けライブラリを持つIA共に、AI技術による高精度な歌声のデータベースとしても提供されている。
2021年1月22日にCeVIO AI向けのトーク・ソングライブラリの発売が発表された。発売は2021年7月15日を予定 していたが、諸般の事情により2021年8月5日に延期となった。
2022年2月にα版がリリースされたVoiSona版のリリースも検討されている。ライブラリや品質はCeVIO AI版とほぼ同じものだが、販売形態が買い切り型から有償サブスクリプション方式となるため互換性はない予定（CeVIO AI版のライブラリ所有者への優待販売が検討されている）。その後、2022年9月5日にVoiSona版が発売された
| パッケージ                                       | ライブラリ                                        | 対応製品     | 感情                  |
| ------------------------------------------------ | ------------------------------------------------- | ------------ | --------------------- |
| 『CeVIO Creative Studio』初回版/通常版           | さとうささら トークボイス                         | CeVIO CS     | 元気/普通/怒り/哀しみ |
| 『CeVIO さとうささら ソング＆トーク スターター』 | さとうささら トークボイス                         | CeVIO CS     | 元気/普通/怒り/哀しみ |
| 『CeVIO さとうささらトークスターター』           | さとうささら トークボイス                         | CeVIO CS     | 元気/普通/怒り/哀しみ |
| 『CeVIO さとうささらトークボイス』単体           | さとうささら トークボイス                         | CeVIO CS     | 元気/普通/怒り/哀しみ |
| 『CeVIO AI さとうささら トークスターター』       | CeVIO AI さとうささら トークボイス                | CeVIO AI     | 元気/普通/怒り/哀しみ |
| 『CeVIO AI さとうささら トークボイス』単体       | CeVIO AI さとうささら トークボイス                | CeVIO AI     | 元気/普通/怒り/哀しみ |
| 『VoiSona さとうささら トークボイス』            | VoiSona さとうささら 日本語トークボイスライブラリ | VoiSona Talk |                       |

| パッケージ                                       | ライブラリ                                        | 対応製品 | 得意ジャンル | 得意な曲のテンポ | 得意な音域 |
| ------------------------------------------------ | ------------------------------------------------- | -------- | ------------ | ---------------- | ---------- |
| 『CeVIO Creative Studio』初回版/通常版           | さとうささら ソングボイス                         | CeVIO CS | -            | -                | -          |
| 『CeVIO さとうささら ソング＆トーク スターター』 | さとうささら ソングボイス                         | CeVIO CS | -            | -                | -          |
| 『CeVIO さとうささらソングスターター』           | さとうささら ソングボイス                         | CeVIO CS | -            | -                | -          |
| 『CeVIO さとうささらソングボイス』単体           | さとうささら ソングボイス                         | CeVIO CS | -            | -                | -          |
| 『CeVIO AI さとうささら ソングスターター』       | CeVIO AI さとうささら ソングボイス                | CeVIO AI | -            | -                | -          |
| 『CeVIO AI さとうささら ソングボイス』単体       | CeVIO AI さとうささら ソングボイス                | CeVIO AI | -            | -                | -          |
| 『VoiSona さとうささら ソングボイス』            | VoiSona さとうささら 日本語ソングボイスライブラリ | VoiSona  | -            | 80-160BPM        | Ab3-Eb5    |

##### プロフィール設定
声を提供した人物は当初はCeVIOプロジェクトの他の2キャラクターと同様に非公開だったが、水瀬いのりであることが2015年9月に公表された。
- 身長：160cmにちょっと足りないくらい
- 体重：乙女のヒミツ
- 年齢：16歳
- 誕生日：1月22日
- 出身地：東京
- 好きな食べ物：もんじゃ焼き、アイス

ほか、家族設定（制作と販売元と共通）として東京出身の父親と、愛知出身の母親が存在する。

##### 企画
- 2013年1月22日から、アニメイト秋葉原店の入り口横に等身大のデジタルサイネージ『CeVIO Vision』として公開された[2][3]。週末など、スタッフがさとうささらとの会話デモを披露しており、実際に会話することができる。また占い機能も実装された[100]。2013年12月、冬休みに入り、一時休止。
- 2013年4月5日よりテレビ東京系列にて放送開始の音楽情報番組「超流派」にコーナーMCとして出演 2015年5月15日まで[101][102]。
- 2013年11月 音泉の今月のナビゲーターに採用された[103]。
- 2014年4月より @FM（FM愛知）のミニ番組「ktkrアニチューン」の番組パーソナリティに抜擢。2017年3月31日に放送終了
- 2015年9月 映画「心が叫びたがってるんだ。」でのコラボを実施。劇中架空ツールの担当およびCMを放送。
- 2016年10月 ブイシンク社「スマートビジョン」のキャラクターとしてCEATEC JAPAN 2016に展示[104]
- 2017年11月 介護支援用サイネージ「ケアアシストサイネージ」のキャラクターとして採用[105]
- 2020年7月 セガトイズのスマートフォンアプリ『コピペ&ロイド』のボイスに採用[106]。
- 2022年10月 テレビアニメ「万聖街」のオープニングテーマ「万聖街（日本語歌唱版）」をすずきつづみと共に歌唱。

#### すずきつづみ
すずきつづみは、音声合成ソフトウェアの CeVIO Creative Studio に登場する、CeVIOプロジェクトの女性キャラクターの名称である。公式の声質紹介では吐息成分が多い静かな声を特徴とする。パッケージイラストは、さとうささら同様齋藤将嗣によるもの。
2022年9月9日には、CeVIO AIに対応したソングライブラリとトークライブラリが発売。CeVIO AIトークボイスでは初となる、ささやき声の「ひそひそ」が搭載された。2023年9月26日には、VoiSona版ソングライブラリが発売された。
| パッケージ                                 | ライブラリ                                        | 対応製品     | 感情                           |
| ------------------------------------------ | ------------------------------------------------- | ------------ | ------------------------------ |
| 『CeVIO Creative Studio』初回版/通常版     | すずきつづみ トークボイス                         | CeVIO CS     | クール/照れ                    |
| 『CeVIO すずきつづみトークスターター』     | すずきつづみ トークボイス                         | CeVIO CS     | クール/照れ                    |
| 『CeVIO すずきつづみトークボイス』単体     | すずきつづみ トークボイス                         | CeVIO CS     | クール/照れ                    |
| 『CeVIO AI すずきつづみ トークスターター』 | CeVIO AI すずきつづみ トークボイス                | CeVIO AI     | クール/照れ/喜び/怒り/ひそひそ |
| 『CeVIO AI すずきつづみ トークボイス』単体 | CeVIO AI すずきつづみ トークボイス                | CeVIO AI     | クール/照れ/喜び/怒り/ひそひそ |
| 『VoiSona すずきつづみ トークボイス』      | VoiSona すずきつづみ 日本語トークボイスライブラリ | VoiSona Talk |                                |

| パッケージ                                 | ライブラリ                                        | 対応製品 | 得意ジャンル | 得意な曲のテンポ | 得意な音域 |
| ------------------------------------------ | ------------------------------------------------- | -------- | ------------ | ---------------- | ---------- |
| 『CeVIO AI すずきつづみ ソングスターター』 | CeVIO AI すずきつづみ ソングボイス                | CeVIO AI | -            | -                | -          |
| 『CeVIO AI すずきつづみ ソングボイス』単体 | CeVIO AI すずきつづみ ソングボイス                | CeVIO AI | -            | -                | -          |
| 『VoiSona すずきつづみ ソングボイス』      | VoiSona すずきつづみ 日本語ソングボイスライブラリ | VoiSona  | -            | 75-150BPM        | Gb3-Eb5    |

##### プロフィール設定
声を提供した人物はCeVIOプロジェクトからは長らく公表されていなかったが、伊波杏樹であることが2022年7月に公式発表された。また長らく誕生日は「ヒミツ」とされていたが、CeVIO AI版の発売に合わせて「2月23日」と公開された。
- 身長：160cmくらい
- 体重：45kgくらい
- 年齢：17歳
- 誕生日：2月23日
- 出身地：神奈川
- 好きな食べ物：中華まん、久寿餅

Twitter上でのアカウントには読書が趣味という部分が記載されている。

#### タカハシ
タカハシは、音声合成ソフトウェアの CeVIO Creative Studio に登場する、CeVIOプロジェクトの男性キャラクターの名称である。公式の声質紹介ではへこみ声への調整も可能な事を特徴とする。CS版のパッケージイラストはseroriが担当。2023年8月25日にはCeVIO AIに対応したトークライブラリが発売された。
現行、女性音声をベースにしたライブラリが多い中で、貴重な男性ライブラリとなっており、特にAI版は唯一の男性音源となっている。
| パッケージ                             | ライブラリ                                    | 対応製品     | 感情             |
| -------------------------------------- | --------------------------------------------- | ------------ | ---------------- |
| 『CeVIO Creative Studio』初回版/通常版 | タカハシ トークボイス                         | CeVIO CS     | 元気/普通/へこみ |
| 『CeVIO タカハシトークスターター』     | タカハシ トークボイス                         | CeVIO CS     | 元気/普通/へこみ |
| 『CeVIO タカハシトークボイス』単体     | タカハシ トークボイス                         | CeVIO CS     | 元気/普通/へこみ |
| 『CeVIO AI タカハシ トークスターター』 | CeVIO AI タカハシ トークボイス                | CeVIO AI     | 元気/普通/へこみ |
| 『CeVIO AI タカハシ トークボイス』単体 | CeVIO AI タカハシ トークボイス                | CeVIO AI     | 元気/普通/へこみ |
| 『VoiSona タカハシ トークボイス』      | VoiSona タカハシ 日本語トークボイスライブラリ | VoiSona Talk |                  |

##### プロフィール設定
- 本名：タカハシアマト
- 身長：182 cm
- 年齢：20歳
- 誕生日：9月26日
- 出身地：埼玉
- 好きな食べ物：ラーメン、草加煎餅

詳細な設定は少ないが、紹介文では面倒見の良いお兄さんというところが記載されている。下の名前は2023年7月28日に判明。

### 1st PLACE

#### ONE -ARIA ON THE PLANETES-
ONE（オネ）は1st PLACEが販売しているトーク＆ソング向けのキャラクター。パッケージイラストなどではNを鏡文字にした「OИE」と表記されていることもある（CeVIO AIソング版よりCeVIOのエディタ上の名称も「OИE」に統一された）。同社制作のARIA ON THE PLANETESシリーズの第二弾で、IAの妹としてキャラクター設定されており、同じく1st PLACE所属のアーティストという位置付けでライブ等の活動を行っている。
2015年1月27日にCeVIO CS向けトークライブラリが発売。同年5月22日にはCeVIO CS向けソングライブラリもリリース。さらに2021年3月12日にはCeVIO AIトークライブラリ「CeVIO AI ONE TALK -ARIA ON THE PLANETES- トークボイス」が発売され、2021年10月27日にはCeVIO AIソングライブラリ「OИE AI SONG -ARIA ON THE PLANETES-」も発売された。なお、CeVIO AI版トークボイスはテクノスピーチからの発売となる。2024年1月27日にはVoiSonaソングライブラリ、2025年1月27日にはVoiSonaトークライブラリが発売された。
ライブラリ音声提供は「ONE」、キャラクターデザインを「しづ」が担当。また、公式MMD（MikumikuDance）のモデルが用意されており、「mqdl」が制作を担当。
| パッケージ                                                          | ライブラリ                               | 対応製品     | 感情                      |
| ------------------------------------------------------------------- | ---------------------------------------- | ------------ | ------------------------- |
| 『ONE -ARIA ON THE PLANETES-』                                      | ONE トークボイス                         | CeVIO CS     | High/Mid/MidLow/Low       |
| 『ONE -ARIA ON THE PLANETES- STARTER PACK』                         | ONE トークボイス                         | CeVIO CS     | High/Mid/MidLow/Low       |
| 『ONE トークスターターパック』                                      | ONE トークボイス                         | CeVIO CS     | High/Mid/MidLow/Low       |
| 『ONE トークボイス』単体                                            | ONE トークボイス                         | CeVIO CS     | High/Mid/MidLow/Low       |
| 『ARIA トークスターターパック』                                     | ONE トークボイス                         | CeVIO CS     | High/Mid/MidLow/Low       |
| 『ARIA トークボイス』単体                                           | ONE トークボイス                         | CeVIO CS     | High/Mid/MidLow/Low       |
| 『CeVIO AI ONE TALK -ARIA ON THE PLANETES- トークスターターパック』 | CeVIO AI ONE トークボイス                | CeVIO AI     | Bright/Normal/Strong/Dark |
| 『CeVIO AI ONE TALK -ARIA ON THE PLANETES- トークボイス』単体       | CeVIO AI ONE トークボイス                | CeVIO AI     | Bright/Normal/Strong/Dark |
| 『VoiSona ONE TALK -ARIA ON THE PLANETES-』                         | VoiSona ONE 日本語トークボイスライブラリ | VoiSona Talk | Bright/Normal/Strong/Dark |

| パッケージ | ライブラリ                | 対応製品 | 得意ジャンル | 得意な曲のテンポ | 得意な音域 |
| --- | ------------------------- | -------- | ------------ | ---------------- | ---------- |
| 『ONE -ARIA ON THE PLANETES-』 | ONE ソングボイス          | CeVIO CS | -            | -                | -          |
| 『ONE -ARIA ON THE PLANETES- STARTER PACK』                                                                                       | ONE ソングボイス          | CeVIO CS | -            | -                | -          |
| 『ONE ソングスターターパック』 | ONE ソングボイス          | CeVIO CS | -            | -                | -          |
| 『ONE ソングボイス』単体 | ONE ソングボイス          | CeVIO CS | -            | -                | -          |
| 『ONE AI SONG -ARIA ON THE PLANETES- CeVIO AIソングスターターパック』 『OИE AI SONG -ARIA ON THE PLANETES- CeVIO AIソングボイス』 | CeVIO AI OИE ソングボイス | CeVIO AI | -            | -                | -          |
| 『VoiSona OИE AI SONG』 | VoiSona OИE AI SONG       | VoiSona  | -            | 80~180           | G3~E5      |

なお、公式サイトに描かれている設定画以外に設定は持たないようであり、それらはユーザーの創作に任されている。

#### IA -ARIA ON THE PLANETES-
IA（いあ）は、1st PLACEが販売しているキャラクターで、後発のONEの姉として設定されている。ソングにあたる部分はVOCALOIDで既に製作されており、CeVIOでのライブラリはまずトーク用ライブラリが「IA TALK -ARIA ON THE PLANETES-」として2017年3月1日に発売。
続けて、2018年6月28日にはCeVIO初の英語ソングライブラリ「IA ENGLISH C -ARIA ON THE PLANETES-」が発売。流暢な歌唱を重視した「Natural」と力強い表現力を備えた「Powerful」の2種類のボイスが搭載されている。
さらに2021年3月12日にはCeVIO AIトークライブラリ「CeVIO AI IA TALK -ARIA ON THE PLANETES- トークボイス」が発売され、2021年10月27日にはCeVIO AIソングライブラリ「IA AI SONG -ARIA ON THE PLANETES-」「IA AI SONG ENGLISH -ARIA ON THE PLANETES-」も発売された。CeVIO AIソングライブラリは日本語と英語のバイリンガルとなる。2024年1月27日にはVoiSonaソングライブラリが発売された。こちらも日本語と英語のバイリンガルである。2025年1月27日にはVoiSonaトークライブラリが発売された。
| パッケージ                                                   | ライブラリ                              | 対応製品     | 感情                      |
| ------------------------------------------------------------ | --------------------------------------- | ------------ | ------------------------- |
| 『ARIA トークスターターパック』                              | IA トークボイス                         | CeVIO CS     | High/Normal/Low/Bad       |
| 『ARIA トークボイス』単体                                    | IA トークボイス                         | CeVIO CS     | High/Normal/Low/Bad       |
| 『IA TALK -ARIA ON THE PLANETS- トークスターターパック』     | IA トークボイス                         | CeVIO CS     | High/Normal/Low/Bad       |
| 『IA TALK -ARIA ON THE PLANETS- トークボイス単体』           | IA トークボイス                         | CeVIO CS     | High/Normal/Low/Bad       |
| 『CeVIO AI IA TALK -ARIA ON THE PLANETES- トークスターター』 | CeVIO AI IA トークボイス                | CeVIO AI     | Bright/Normal/Strong/Dark |
| 『CeVIO AI IA TALK -ARIA ON THE PLANETES- トークボイス単体』 | CeVIO AI IA トークボイス                | CeVIO AI     | Bright/Normal/Strong/Dark |
| 『VoiSona IA TALK -ARIA ON THE PLANETES-』                   | VoiSona IA 日本語トークボイスライブラリ | VoiSona Talk | Bright/Normal/Strong/Dark |

| パッケージ | ライブラリ                                     | 対応製品 | 得意ジャンル | 得意な曲のテンポ | 得意な音域 |
| --- | ---------------------------------------------- | -------- | ------------ | ---------------- | ---------- |
| 『IA ENGLISH C -ARIA ON THE PLANETES- ソングスターターパック』 | IA ENGLISH C ソングボイス （Natural/Powerful） | CeVIO CS | -            | -                | -          |
| 『IA ENGLISH C 英語ソングボイス単体』 | IA ENGLISH C ソングボイス （Natural/Powerful） | CeVIO CS | -            | -                | -          |
| 『IA AI SONG -ARIA ON THE PLANETES- CeVIO AIソングスターターパック』 『IA AI SONG -ARIA ON THE PLANETES- CeVIO AIソングボイス』 『IA AI SONG -DUO PACKAGE- CeVIO AI日本語＆英語ソングスターターパック』                         | CeVIO AI IA ソングボイス                       | CeVIO AI | -            | -                | -          |
| 『IA AI SONG ENGLISH -ARIA ON THE PLANETES- CeVIO AI英語ソングスターターパック』 『IA AI SONG ENGLISH -ARIA ON THE PLANETES- CeVIO AI英語ソングボイス』 『IA AI SONG -DUO PACKAGE- CeVIO AI日本語＆英語ソングスターターパック』 | CeVIO AI IA English ソングボイス               | CeVIO AI | -            | -                | -          |
| 『VoiSona IA AI SONG』 | VoiSona IA AI SONG                             | VoiSona  | -            | 70~130           | B3~G5      |
| 『VoiSona IA AI SONG ENGLISH』 | VoiSona IA AI SONG ENGLISH                     | VoiSona  | -            | 70~170           | F3~F5      |

##### 受賞歴
- 第36回Vectorプロレジ大賞 準グランプリ（CeVIO AI IA TALK -ARIA ON THE PLANETES-）[113]

### エクシング

#### Color Voice Series
いずれもエクシング制作のソングボイスライブラリであり、各音源ごとに得意音楽分野のある音色となっている。
同社制作JOYSOUND fシリーズ、JOYSOUND MAXシリーズでのボーカルアシストに採用されている。
2022年1月14日で販売終了。

##### 赤咲湊
赤咲湊（あかさき みなと）は、エクシング制作のソングボイスライブラリ「Color Voice Series」に登場する、男性ライブラリの名称である。
イメージイラストは、赤いジャケットを身に付けたショートヘアの男性。パッケージでは唯一、恥ずかしがっているような部分も掲載されている。
| パッケージ                                                                            | ライブラリ           | 対応製品 | 得意ジャンル             | 得意な曲のテンポ | 得意な音域 |
| ------------------------------------------------------------------------------------- | -------------------- | -------- | ------------------------ | ---------------- | ---------- |
| 『Color Voice Series 6ソングスターターパック（赤咲＋緑咲＋銀咲＋金咲＋白咲＋黄咲)』   | 赤咲 湊 ソングボイス | CeVIO CS | Rock、ポップス、ダンス等 | -                | C3-E4      |
| 『CeVIO Color Voice Series 6ソングボイスパック（赤咲＋緑咲＋銀咲＋金咲＋白咲＋黄咲)』 | 赤咲 湊 ソングボイス | CeVIO CS | Rock、ポップス、ダンス等 | -                | C3-E4      |
| 『赤咲 湊＋緑咲 香澄 ソングスターターデュエットパック』                               | 赤咲 湊 ソングボイス | CeVIO CS | Rock、ポップス、ダンス等 | -                | C3-E4      |
| 『赤咲 湊＋黄咲 愛里 ソングスターターデュエットパック』                               | 赤咲 湊 ソングボイス | CeVIO CS | Rock、ポップス、ダンス等 | -                | C3-E4      |
| 『赤咲 湊＋白咲 優大 ソングスターターデュエットパック』                               | 赤咲 湊 ソングボイス | CeVIO CS | Rock、ポップス、ダンス等 | -                | C3-E4      |
| 『赤咲 湊＋緑咲 香澄 ソングボイスデュエットパック』                                   | 赤咲 湊 ソングボイス | CeVIO CS | Rock、ポップス、ダンス等 | -                | C3-E4      |
| 『赤咲 湊＋黄咲 愛里 ソングボイスデュエットパック』                                   | 赤咲 湊 ソングボイス | CeVIO CS | Rock、ポップス、ダンス等 | -                | C3-E4      |
| 『赤咲 湊＋白咲 優大 ソングボイスデュエットパック』                                   | 赤咲 湊 ソングボイス | CeVIO CS | Rock、ポップス、ダンス等 | -                | C3-E4      |
| 『赤咲 湊 ソングスターター』                                                          | 赤咲 湊 ソングボイス | CeVIO CS | Rock、ポップス、ダンス等 | -                | C3-E4      |
| 『赤咲 湊 ソングボイス単体』                                                          | 赤咲 湊 ソングボイス | CeVIO CS | Rock、ポップス、ダンス等 | -                | C3-E4      |

プロフィール設定
- 年齢：25歳
- 身長：180 cm
- 発売日：2015年2月19日
- イメージカラー：赤
- 得意な音楽ジャンル：Rock、ポップス、ダンス等
- 得意音域：C3-E4

##### 緑咲香澄
緑咲香澄（みどりざき かすみ）は、エクシング制作のソングボイスライブラリ「Color Voice Series」に登場する、女性ライブラリの名称である。
イメージイラストはエプロンと箒状のマイクを持ったロングヘアの女性。
| パッケージ                                                                            | ライブラリ             | 対応製品 | 得意ジャンル                     | 得意な曲のテンポ | 得意な音域 |
| ------------------------------------------------------------------------------------- | ---------------------- | -------- | -------------------------------- | ---------------- | ---------- |
| 『Color Voice Series 6ソングスターターパック（赤咲＋緑咲＋銀咲＋金咲＋白咲＋黄咲)』   | 緑咲 香澄 ソングボイス | CeVIO CS | バラード、ジャズ、キッズソング等 | -                | A3-C5      |
| 『CeVIO Color Voice Series 6ソングボイスパック（赤咲＋緑咲＋銀咲＋金咲＋白咲＋黄咲)』 | 緑咲 香澄 ソングボイス | CeVIO CS | バラード、ジャズ、キッズソング等 | -                | A3-C5      |
| 『赤咲 湊＋緑咲 香澄 ソングスターターデュエットパック』                               | 緑咲 香澄 ソングボイス | CeVIO CS | バラード、ジャズ、キッズソング等 | -                | A3-C5      |
| 『白咲 優大＋緑咲 香澄 ソングスターターデュエットパック』                             | 緑咲 香澄 ソングボイス | CeVIO CS | バラード、ジャズ、キッズソング等 | -                | A3-C5      |
| 『緑咲 香澄＋黄咲 愛里 ソングスターターデュエットパック』                             | 緑咲 香澄 ソングボイス | CeVIO CS | バラード、ジャズ、キッズソング等 | -                | A3-C5      |
| 『赤咲 湊＋緑咲 香澄 ソングボイスデュエットパック』                                   | 緑咲 香澄 ソングボイス | CeVIO CS | バラード、ジャズ、キッズソング等 | -                | A3-C5      |
| 『白咲 優大＋緑咲 香澄 ソングボイスデュエットパック』                                 | 緑咲 香澄 ソングボイス | CeVIO CS | バラード、ジャズ、キッズソング等 | -                | A3-C5      |
| 『緑咲 香澄＋黄咲 愛里 ソングボイスデュエットパック』                                 | 緑咲 香澄 ソングボイス | CeVIO CS | バラード、ジャズ、キッズソング等 | -                | A3-C5      |
| 『緑咲 香澄 ソングスターター』                                                        | 緑咲 香澄 ソングボイス | CeVIO CS | バラード、ジャズ、キッズソング等 | -                | A3-C5      |
| 『緑咲 香澄 ソングボイス単体』                                                        | 緑咲 香澄 ソングボイス | CeVIO CS | バラード、ジャズ、キッズソング等 | -                | A3-C5      |

プロフィール設定
- 年齢：27歳
- 身長：158 cm
- 発売日：2015年2月19日
- イメージカラー：黄緑
- 得意な音楽ジャンル：バラード、ジャズ、キッズソング等
- 得意音域：A3-C5

##### 銀咲大和
銀咲大和（ぎんさき やまと）は、エクシング制作のソングボイスライブラリ「Color Voice Series」に登場する、男性ライブラリの名称である。
イメージイラストは、銀のカウボーイハットに銀のスーツをラフに着こなした男性。
| パッケージ                                                                            | ライブラリ             | 対応製品 | 得意ジャンル           | 得意な曲のテンポ | 得意な音域 |
| ------------------------------------------------------------------------------------- | ---------------------- | -------- | ---------------------- | ---------------- | ---------- |
| 『Color Voice Series 6ソングスターターパック（赤咲＋緑咲＋銀咲＋金咲＋白咲＋黄咲)』   | 銀咲 大和 ソングボイス | CeVIO CS | 演歌、歌謡曲、フォーク | -                | A2-C4      |
| 『CeVIO Color Voice Series 6ソングボイスパック（赤咲＋緑咲＋銀咲＋金咲＋白咲＋黄咲)』 | 銀咲 大和 ソングボイス | CeVIO CS | 演歌、歌謡曲、フォーク | -                | A2-C4      |
| 『銀咲 大和＋金咲 小春 ソングスターターデュエットパック』                             | 銀咲 大和 ソングボイス | CeVIO CS | 演歌、歌謡曲、フォーク | -                | A2-C4      |
| 『銀咲 大和＋金咲 小春 ソングボイスデュエットパック』                                 | 銀咲 大和 ソングボイス | CeVIO CS | 演歌、歌謡曲、フォーク | -                | A2-C4      |
| 『銀咲 大和 ソングスターター』                                                        | 銀咲 大和 ソングボイス | CeVIO CS | 演歌、歌謡曲、フォーク | -                | A2-C4      |
| 『銀咲 大和 ソングボイス単体』                                                        | 銀咲 大和 ソングボイス | CeVIO CS | 演歌、歌謡曲、フォーク | -                | A2-C4      |

プロフィール設定
- 年齢：50歳
- 身長：185 cm
- 発売日：2015年3月19日
- イメージカラー：銀
- 得意な音楽ジャンル：演歌、歌謡曲、フォーク等
- 得意音域：A2-C4

##### 金咲小春
金咲小春（きんざき こはる）は、エクシング制作のソングボイスライブラリ「Color Voice Series」に登場する、女性ライブラリの名称である。
イメージイラストは、金の扇子を持った和服の女性。
| パッケージ                                                                            | ライブラリ             | 対応製品 | 得意ジャンル           | 得意な曲のテンポ | 得意な音域 |
| ------------------------------------------------------------------------------------- | ---------------------- | -------- | ---------------------- | ---------------- | ---------- |
| 『Color Voice Series 6ソングスターターパック（赤咲＋緑咲＋銀咲＋金咲＋白咲＋黄咲)』   | 金咲 小春 ソングボイス | CeVIO CS | 演歌、歌謡曲、フォーク | -                | F3-A4      |
| 『CeVIO Color Voice Series 6ソングボイスパック（赤咲＋緑咲＋銀咲＋金咲＋白咲＋黄咲)』 | 金咲 小春 ソングボイス | CeVIO CS | 演歌、歌謡曲、フォーク | -                | F3-A4      |
| 『銀咲 大和＋金咲 小春 ソングスターターデュエットパック』                             | 金咲 小春 ソングボイス | CeVIO CS | 演歌、歌謡曲、フォーク | -                | F3-A4      |
| 『銀咲 大和＋金咲 小春 ソングボイスデュエットパック』                                 | 金咲 小春 ソングボイス | CeVIO CS | 演歌、歌謡曲、フォーク | -                | F3-A4      |
| 『金咲 小春 ソングスターター』                                                        | 金咲 小春 ソングボイス | CeVIO CS | 演歌、歌謡曲、フォーク | -                | F3-A4      |
| 『金咲 小春 ソングボイス単体』                                                        | 金咲 小春 ソングボイス | CeVIO CS | 演歌、歌謡曲、フォーク | -                | F3-A4      |

プロフィール設定
- 年齢：52歳
- 身長：149 cm
- 発売日：2015年3月19日
- イメージカラー：金
- 得意な音楽ジャンル：演歌、歌謡曲、フォーク等
- 得意音域：F3-A4

##### 白咲優大
白咲優大（しろさき ゆうだい）は、エクシング制作のソングボイスライブラリ「Color Voice Series」に登場する、男性ライブラリの名称である。
イメージイラストは、白いワイシャツを身に付けたメガネの男性。本を脚に乗せている。
| パッケージ                                                                            | ライブラリ             | 対応製品 | 得意ジャンル                     | 得意な曲のテンポ | 得意な音域 |
| ------------------------------------------------------------------------------------- | ---------------------- | -------- | -------------------------------- | ---------------- | ---------- |
| 『Color Voice Series 6ソングスターターパック（赤咲＋緑咲＋銀咲＋金咲＋白咲＋黄咲)』   | 白咲 優大 ソングボイス | CeVIO CS | バラード、アンビエント、ジャズ等 | -                | C3-E4      |
| 『CeVIO Color Voice Series 6ソングボイスパック（赤咲＋緑咲＋銀咲＋金咲＋白咲＋黄咲)』 | 白咲 優大 ソングボイス | CeVIO CS | バラード、アンビエント、ジャズ等 | -                | C3-E4      |
| 『白咲 優大＋黄咲 愛里 ソングスターターデュエットパック』                             | 白咲 優大 ソングボイス | CeVIO CS | バラード、アンビエント、ジャズ等 | -                | C3-E4      |
| 『白咲 優大＋緑咲 香澄 ソングスターターデュエットパック』                             | 白咲 優大 ソングボイス | CeVIO CS | バラード、アンビエント、ジャズ等 | -                | C3-E4      |
| 『赤咲 湊＋白咲 優大 ソングスターターデュエットパック』                               | 白咲 優大 ソングボイス | CeVIO CS | バラード、アンビエント、ジャズ等 | -                | C3-E4      |
| 『白咲 優大＋黄咲 愛里 ソングボイスデュエットパック』                                 | 白咲 優大 ソングボイス | CeVIO CS | バラード、アンビエント、ジャズ等 | -                | C3-E4      |
| 『白咲 優大＋緑咲 香澄 ソングボイスデュエットパック』                                 | 白咲 優大 ソングボイス | CeVIO CS | バラード、アンビエント、ジャズ等 | -                | C3-E4      |
| 『赤咲 湊＋白咲 優大 ソングボイスデュエットパック』                                   | 白咲 優大 ソングボイス | CeVIO CS | バラード、アンビエント、ジャズ等 | -                | C3-E4      |
| 『白咲 優大 ソングスターター』                                                        | 白咲 優大 ソングボイス | CeVIO CS | バラード、アンビエント、ジャズ等 | -                | C3-E4      |
| 『白咲 優大 ソングボイス単体』                                                        | 白咲 優大 ソングボイス | CeVIO CS | バラード、アンビエント、ジャズ等 | -                | C3-E4      |

プロフィール設定
- 年齢：20歳
- 身長：170 cm
- 発売日：2015年4月23日
- イメージカラー：白
- 得意な音楽ジャンル：バラード、アンビエント、ジャズ等
- 得意音域：C3-E4

##### 黄咲愛里
黄咲愛里（きざき あいり）は、エクシング制作のソングボイスライブラリ「Color Voice Series」に登場する、女性ライブラリの名称である。
イメージイラストは、黒いジャケットに黄色いミニスカートを身につけたセミロングヘアの女性。
| パッケージ                                                                            | ライブラリ             | 対応製品 | 得意ジャンル            | 得意な曲のテンポ | 得意な音域 |
| ------------------------------------------------------------------------------------- | ---------------------- | -------- | ----------------------- | ---------------- | ---------- |
| 『Color Voice Series 6ソングスターターパック（赤咲＋緑咲＋銀咲＋金咲＋白咲＋黄咲)』   | 黄咲 愛里 ソングボイス | CeVIO CS | ダンス、ポップス、R&B等 | -                | F3-A4      |
| 『CeVIO Color Voice Series 6ソングボイスパック（赤咲＋緑咲＋銀咲＋金咲＋白咲＋黄咲)』 | 黄咲 愛里 ソングボイス | CeVIO CS | ダンス、ポップス、R&B等 | -                | F3-A4      |
| 『白咲 優大＋黄咲 愛里 ソングスターターデュエットパック』                             | 黄咲 愛里 ソングボイス | CeVIO CS | ダンス、ポップス、R&B等 | -                | F3-A4      |
| 『赤咲 湊＋黄咲 愛里 ソングスターターデュエットパック』                               | 黄咲 愛里 ソングボイス | CeVIO CS | ダンス、ポップス、R&B等 | -                | F3-A4      |
| 『緑咲 香澄＋黄咲 愛里 ソングスターターデュエットパック』                             | 黄咲 愛里 ソングボイス | CeVIO CS | ダンス、ポップス、R&B等 | -                | F3-A4      |
| 『白咲 優大＋黄咲 愛里 ソングボイスデュエットパック』                                 | 黄咲 愛里 ソングボイス | CeVIO CS | ダンス、ポップス、R&B等 | -                | F3-A4      |
| 『赤咲 湊＋黄咲 愛里 ソングボイスデュエットパック』                                   | 黄咲 愛里 ソングボイス | CeVIO CS | ダンス、ポップス、R&B等 | -                | F3-A4      |
| 『緑咲 香澄＋黄咲 愛里 ソングボイスデュエットパック』                                 | 黄咲 愛里 ソングボイス | CeVIO CS | ダンス、ポップス、R&B等 | -                | F3-A4      |
| 『黄咲 愛里 ソングスターター』                                                        | 黄咲 愛里 ソングボイス | CeVIO CS | ダンス、ポップス、R&B等 | -                | F3-A4      |
| 『黄咲 愛里 ソングボイス単体』                                                        | 黄咲 愛里 ソングボイス | CeVIO CS | ダンス、ポップス、R&B等 | -                | F3-A4      |

プロフィール設定
- 年齢：18歳
- 身長：169 cm（ヒール込み）
- 発売日：2015年4月23日
- イメージカラー：黄
- 得意な音楽ジャンル：ダンス、ポップス、R&B等
- 得意音域：F3-A4

#### ハルオロイド・ミナミ（HAL-O-ROID）
ハルオロイド・ミナミ（HAL-O-ROID）は三波春夫の過去の音声から制作されたソングボイスライブラリ。公式サイトから無料で配布されている。制作はエクシング、テイチクエンタテインメント、三波クリエイツとの共同開発。
2016年10月20日に配信を開始。
| パッケージ                                              | ライブラリ                        | 対応製品 | 得意ジャンル | 得意な曲のテンポ | 得意な音域 |
| ------------------------------------------------------- | --------------------------------- | -------- | ------------ | ---------------- | ---------- |
| 『ハルオロイド・ミナミ（HAL-O-ROID） ソングボイス単体』 | ハルオロイド・ミナミ ソングボイス | CeVIO CS | -            | -                | A2-E4      |

プロフィール設定
- 年齢：37.3歳
- 身長：173.73 cm
- 体重：63.73 kg
- 好きな食べ物：米
- 好きな音楽：オールジャンル
- 得意音域：A2-E4

### VOCALOMAKETS

#### 結月ゆかり 麗
CeVIO AIソングボイスとして2021年1月29日に発売。
当初はエディタとソングボイスがセットになったソングスターターのみの販売で、ソングボイス単体は2月19日からの発売となった。
なお、販売はテクノスピーチから行なわれる。
2023年5月18日には、VoiSonaに対応した新音源が発売された。
| パッケージ                                  | ライブラリ             | 対応製品 | 得意ジャンル                 | 得意な曲のテンポ | 得意な音域 |
| ------------------------------------------- | ---------------------- | -------- | ---------------------------- | ---------------- | ---------- |
| 『CeVIO AI 結月ゆかり 麗 ソングスターター』 | CeVIO AI 結月ゆかり 麗 | CeVIO AI | ポップス、ジャズ、バラード等 | 80-145BPM        | G3-D5      |
| 『CeVIO AI 結月ゆかり 麗 ソングボイス』単体 | CeVIO AI 結月ゆかり 麗 | CeVIO AI | ポップス、ジャズ、バラード等 | 80-145BPM        | G3-D5      |
| 『VoiSona 結月ゆかり 麗』                   | VoiSona 結月ゆかり 麗  | VoiSona  | -                            | 80-145BPM        | G3-D5      |

### SSS

#### 東北きりたん
CeVIO AIソングボイスとして2021年2月12日に発売。ソングライブラリ単体とエディタとのセット（ソングスターター）が用意される。
元の音源はNEUTRINOの東北きりたん（AIきりたん）と同じものを使用する。
既にNEUTRINOでAIシンガー化しているにもかかわらず、CeVIO AIにも新たに参入することについて、公式では以下の理由を述べている。
- MusicXMLによるNEUTRINOとの連携が容易
- GUIがあるためコマンドライン操作に慣れない人にも受け入れやすい
- これから新しくAI歌声合成を始めたい人に勧めやすい

話し声合成でVOICEROIDの発売元でもあるAHSにてパッケージ版、ダウンロード版を発売している。VoiSona版は2024年6月20日に発売された。
| パッケージ                                       | ライブラリ                         | 対応製品 | 得意ジャンル | 得意な曲のテンポ | 得意な音域 |
| ------------------------------------------------ | ---------------------------------- | -------- | ------------ | ---------------- | ---------- |
| 『CeVIO AI 東北きりたん ソングスターターパック』 | CeVIO AI 東北きりたん ソングボイス | CeVIO AI | -            | 123-184BPM       | A♭3-D5     |
| 『CeVIO AI 東北きりたん ソングボイス』単体       | CeVIO AI 東北きりたん ソングボイス | CeVIO AI | -            | 123-184BPM       | A♭3-D5     |
| 『VoiSona 東北きりたん ソングボイス』            | VoiSona 東北きりたん               | VoiSona  | -            | 123-184BPM       | G♯3-D5     |

#### 東北ずん子
2022年1月27日発売。AHSからパッケージ版とダウンロード版が発売されている。VoiSona版は2024年6月20日に発売された。
| パッケージ                                 | ライブラリ              | 対応製品 | 得意ジャンル | 得意な曲のテンポ | 得意な音域 |
| ------------------------------------------ | ----------------------- | -------- | ------------ | ---------------- | ---------- |
| CeVIO AI 東北ずん子 ソングボイス           | 東北ずん子 ソングボイス | CeVIO AI | -            | 70-170           | F♯3-G♭4    |
| CeVIO AI 東北ずん子 ソングスターターパック | 東北ずん子 ソングボイス | CeVIO AI | -            | 70-170           | F♯3-G♭4    |
| 『VoiSona 東北ずん子 ソングボイス』        | VoiSona 東北ずん子      | VoiSona  | -            | 70-170           | F#3-F#4    |

#### 東北イタコ
2022年1月27日発売。AHSからパッケージ版とダウンロード版が発売されている。VoiSona版は2024年6月20日に発売された。
| パッケージ                                 | ライブラリ              | 対応製品 | 得意ジャンル | 得意な曲のテンポ | 得意な音域 |
| ------------------------------------------ | ----------------------- | -------- | ------------ | ---------------- | ---------- |
| CeVIO AI 東北イタコ ソングボイス           | 東北イタコ ソングボイス | CeVIO AI | -            | 75-187           | G3-D5      |
| CeVIO AI 東北イタコ ソングスターターパック | 東北イタコ ソングボイス | CeVIO AI | -            | 75-187           | G3-D5      |
| 『VoiSona 東北イタコ ソングボイス』        | VoiSona 東北イタコ      | VoiSona  | -            | 75-187           | G3-D5      |

#### ずんだもん
2024年6月20日発売。AHSからパッケージ版とダウンロード版が発売されている。
| パッケージ                                 | ライブラリ              | 対応製品 | 得意ジャンル | 得意な曲のテンポ | 得意な音域 |
| ------------------------------------------ | ----------------------- | -------- | ------------ | ---------------- | ---------- |
| CeVIO AI ずんだもん ソングボイス           | ずんだもん ソングボイス | CeVIO AI | -            | 80-200           | A3-E5      |
| CeVIO AI ずんだもん ソングスターターパック | ずんだもん ソングボイス | CeVIO AI | -            | 80-200           | A3-E5      |
| 『VoiSona ずんだもん ソングボイス』        | VoiSona ずんだもん      | VoiSona  | -            | 80-200           | A3-E5      |

#### 四国めたん
2024年6月20日発売。AHSからパッケージ版とダウンロード版が発売されている。
| パッケージ                                 | ライブラリ              | 対応製品 | 得意ジャンル | 得意な曲のテンポ | 得意な音域 |
| ------------------------------------------ | ----------------------- | -------- | ------------ | ---------------- | ---------- |
| CeVIO AI 四国めたん ソングボイス           | 四国めたん ソングボイス | CeVIO AI | -            | 70-180           | F3-F5      |
| CeVIO AI 四国めたん ソングスターターパック | 四国めたん ソングボイス | CeVIO AI | -            | 70-180           | F3-F5      |
| 『VoiSona 四国めたん ソングボイス』        | VoiSona 四国めたん      | VoiSona  | -            | 70-180           | F3-F5      |

### TOKYO6 ENTERTAINMENT

#### 小春六花
小春 六花（こはる りっか）は、TOKYO6 ENTERTAINMENTが企画する、音声合成キャラクター。
キャラクターデザイナーは手島nari。音源提供者は声優の青山吉能。
2021年3月18日にCeVIO AIトークライブラリとして発売（クラウドファンディング参加者へは1週間早くリターン品として配布）。元々トークに関してはVOICEROID用を予定していたが、ソングをAI歌唱であるSynthesizer V AI向けに作ることになり、トークもAI化したいとの意向でCeVIO AIに変更された。
2024年6月20日にはVoiSona Talk版が発売。
| パッケージ                                   | ライブラリ                     | 対応製品     | 感情                             |
| -------------------------------------------- | ------------------------------ | ------------ | -------------------------------- |
| 『CeVIO AI 小春六花 トークスターターパック』 | CeVIO AI 小春六花 トークボイス | CeVIO AI     | 優しい/普通/怒り/悲しみ/落ち着き |
| 『CeVIO AI 小春六花 トークボイス』           | CeVIO AI 小春六花 トークボイス | CeVIO AI     | 優しい/普通/怒り/悲しみ/落ち着き |
| VoiSona 小春六花 トークボイス                | VoiSona 小春六花 トークボイス  | VoiSona Talk |                                  |

##### 受賞歴
- 第36回Vectorプロレジ大賞 クリエイター 部門賞（CeVIO AI 小春六花 トークボイス）[127]

##### プロフィール設定
- 身長: 160 cm
- 誕生日：5月16日
- 年齢: 不明（高校2年生）

ラキストンという熊のぬいぐるみのマスコットキャラクターがいる。
「小春六花×小樽」コラボでは専用の「公式二次設定」という追加設定が存在する。

#### 夏色花梨
夏色花梨（なつき かりん）は、TOKYO6 ENTERTAINMENTが企画する、音声合成キャラクター。
「小春六花×小樽」コラボで花隈千冬と共に発表された。小春六花の先輩という設定で、2021年10月8日から行ったクラウドファンディングで目標金額に達した結果、CeVIO AIトークによる読み上げ用ソフトの発売が決定した。2022年4月13日発売。2024年6月20日にはVoiSona Talk版が発売。
キャラクターデザイナーは小春六花と同じく手島nari。音源提供者は声優の高木美佑。
| パッケージ                                   | ライブラリ                     | 対応製品     | 感情                             |
| -------------------------------------------- | ------------------------------ | ------------ | -------------------------------- |
| 『CeVIO AI 夏色花梨 トークスターターパック』 | CeVIO AI 夏色花梨 トークボイス | CeVIO AI     | 優しい/普通/怒り/悲しみ/落ち着き |
| 『CeVIO AI 夏色花梨 トークボイス』           | CeVIO AI 夏色花梨 トークボイス | CeVIO AI     | 優しい/普通/怒り/悲しみ/落ち着き |
| VoiSona 夏色花梨 トークボイス                | VoiSona 夏色花梨 トークボイス  | VoiSona Talk |                                  |

##### プロフィール設定
- 身長: 164 cm
- 誕生日：9月9日
- 年齢: 不明（高校3年生）

エカテリーナという熊のぬいぐるみのマスコットキャラクターがいる。
「小春六花×小樽」コラボでは専用の「公式二次設定」という追加設定が存在する。

#### 花隈千冬
花隈千冬（はなくま ちふゆ）は、TOKYO6 ENTERTAINMENTが企画する、音声合成キャラクター。
「小春六花×小樽」コラボで夏色花梨と共に発表された。小春六花の後輩という設定で、2022年6月26日から行ったクラウドファンディングで目標金額に達した結果、CeVIO AIトークによる読み上げ用ソフトの発売が決定した。2022年10月20日発売。2024年10月21日にはVoiSona Talk版が発売。
キャラクターデザイナーは小春六花と同じく手島nari。音源提供者は声優の奥野香耶。
| パッケージ                                   | ライブラリ                     | 対応製品     | 感情                             |
| -------------------------------------------- | ------------------------------ | ------------ | -------------------------------- |
| 『CeVIO AI 花隈千冬 トークスターターパック』 | CeVIO AI 花隈千冬 トークボイス | CeVIO AI     | 優しい/普通/怒り/悲しみ/落ち着き |
| 『CeVIO AI 花隈千冬 トークボイス』           | CeVIO AI 花隈千冬 トークボイス | CeVIO AI     | 優しい/普通/怒り/悲しみ/落ち着き |
| VoiSona 花隈千冬 トークボイス                | VoiSona 花隈千冬 トークボイス  | VoiSona Talk |                                  |

##### プロフィール設定
- 身長: 151 cm
- 誕生日：3月2日
- 年齢: 不明（高校1年生）

ラークパッチという熊のぬいぐるみのマスコットキャラクターがいる。
「小春六花×小樽」コラボでは専用の「公式二次設定」という追加設定が存在する。

### インクストゥエンター

#### Ci flower
Ci flower（シィフラワ）は、インクストゥエンターが発売するCeVIO AIソングライブラリ。元々はガイノイドが企画したキャラクターだったが、本製品においてはライセンス提供のみの関与となっている。
キャラクターデザインはおぐち。ダウンロード版は2023年3月10日、パッケージ版は同月31日発売。2024年3月10日にはVoiSonaソングライブラリが発売された。
| パッケージ                                                                                          | ライブラリ                   | 対応製品 | 得意ジャンル | 得意な曲のテンポ | 得意な音域 |
| --------------------------------------------------------------------------------------------------- | ---------------------------- | -------- | ------------ | ---------------- | ---------- |
| 『Ci flower Starter Pack』パッケージ版 『Ci flower Starter Pack』 DL版 『Ci flower Voice Pack』DL版 | CeVIO AI flower ソングボイス | CeVIO AI |              |                  |            |
| 『VoiSona Ci flower』                                                                               | VoiSona Ci flower            | VoiSona  | -            | 90-170BPM        | G3-E5      |

### KAMITSUBAKI STUDIO

#### 可不(KAFU)
可不（かふ、KAFU）は、バーチャルシンガー花譜の歌声をもとにしたキャラクター（ソングライブラリ）。
キャラクターデザイナーは花譜と同じPALOW.、音源提供者はVTuber/歌手の花譜。
KAMITSUBAKI STUDIOから2021年7月7日発売。CeVIO AIが使用される。
製品名は「ARTIFICIAL SINGING SYNTHESIZER KAF+YOU」となる。
発売に先立ち、YouTubeの公式チャンネルにて歌声のアンケート（TYPE A, TYPE B, TYPE C）を行い、花譜本人のチョイスにより「TYPE B」となった。
また5500件に及ぶ反響を受けてリリースを2020年冬から2021年前半に延期した。
2021年3月13日の花譜のLIVE『不可解弐Q2』にて花譜本人と共演したのち、2021年3月14日からの予約の開始を発表した。その後2021年5月31日発売が発表された が、同年5月1日に生産上の不具合により7月7日に発売を延期した。
| パッケージ                                                                 | ライブラリ        | 対応製品 | 得意ジャンル | 得意な曲のテンポ | 得意な音域 |
| -------------------------------------------------------------------------- | ----------------- | -------- | ------------ | ---------------- | ---------- |
| 『ARTIFICIAL SINGING SYNTHESIZER KAF+YOU スターター』（パッケージ版/DL版） | 可不 ソングボイス | CeVIO AI | -            | -                | -          |
| 『ARTIFICIAL SINGING SYNTHESIZER KAF+YOU 可不ボイス』単体                  | 可不 ソングボイス | CeVIO AI | -            | -                | -          |

##### プロフィール設定
姿や服装は花譜によく似ているが、白い髪・白い肌・白い服装・三角形を組み合わせた髪飾りなどが特徴。KAMITSUBAKI STUDIOのサイトには『花譜の「音楽的同位体」であり、花譜そのものではない。』との記述がある。

#### 星界(SEKAI)
星界（せかい、SEKAI）は、バーチャルシンガーヰ世界情緒の歌声をもとにしたキャラクター（ソングライブラリ）。キャラクターデザイナーはれおえん。
可不に続く”音楽的同位体”の第2弾として2021年10月23日に発表された。2022年5月20日発売。
発売に先立ち、ニコニコ超会議2022にてスターターパッケージが先行販売予定。
| パッケージ                                            | ライブラリ        | 対応製品 | 得意ジャンル | 得意な曲のテンポ | 得意な音域 |
| ----------------------------------------------------- | ----------------- | -------- | ------------ | ---------------- | ---------- |
| 『音楽的同位体 星界 スターター』（パッケージ版/DL版） | 星界 ソングボイス | CeVIO AI | -            | -                | -          |
| 『音楽的同位体 星界(SEKAI) ソングボイス』             | 星界 ソングボイス | CeVIO AI | -            | -                | -          |

#### 裏命(RIME)
裏命（りめ、RIME）は、バーチャルシンガー理芽の歌声をもとにしたキャラクター（ソングライブラリ）。”音楽的同位体”の第3弾として2022年4月16日のV.W.P 1st ONE-MAN LIVE「現象」で発表された。2022年10月25日発売。
可不・星界の場合はなかったソングボイス単体のパッケージ版も発売される。
| パッケージ                                                  | ライブラリ        | 対応製品 | 得意ジャンル | 得意な曲のテンポ | 得意な音域 |
| ----------------------------------------------------------- | ----------------- | -------- | ------------ | ---------------- | ---------- |
| 『音楽的同位体 裏命 ソングスターター』（パッケージ版/DL版） | 裏命 ソングボイス | CeVIO AI | -            | -                | -          |
| 『音楽的同位体 裏命 ソングボイス』（パッケージ版/DL版）     | 裏命 ソングボイス | CeVIO AI | -            | -                | -          |

#### 狐子(COKO)
狐子（ここ、COKO）は、バーチャルシンガー幸祜の歌声をもとにしたキャラクター（ソングライブラリ）。”音楽的同位体”の第4弾として2022年7月7日に発表され、7月15日にティザームービーが公開された。2023年1月25日発売。
また、裏命と同じく、ソングボイスのみのパッケージ版も販売される。
| パッケージ                                                  | ライブラリ        | 対応製品 | 得意ジャンル | 特異な曲のテンポ | 得意な音域 |
| ----------------------------------------------------------- | ----------------- | -------- | ------------ | ---------------- | ---------- |
| 『音楽的同位体 狐子 ソングスターター』（パッケージ版/DL版） | 狐子 ソングボイス | CeVIO AI | -            | -                | -          |
| 『音楽的同位体 狐子 ソングボイス』（パッケージ版/DL版）     | 狐子 ソングボイス | CeVIO AI | -            | -                | -          |

#### 羽累(HARU)
羽累（はる、HARU）は、バーチャルシンガー春猿火の歌声をもとにしたキャラクター（ソングライブラリ）。”音楽的同位体”の第5弾として2022年7月7日に発表された。2023年11月13日発売。当初は4月29日の発売を予定していたが、諸般の都合により8月12日に延期され、その後さらに11月13日に再延期された。
| パッケージ                                                  | ライブラリ        | 対応製品 | 得意ジャンル | 得意な曲のテンポ | 得意な音域 |
| ----------------------------------------------------------- | ----------------- | -------- | ------------ | ---------------- | ---------- |
| 『音楽的同位体 羽累 ソングスターター』（パッケージ版/DL版） | 羽累 ソングボイス | CeVIO AI | -            | -                | -          |
| 『音楽的同位体 羽累 ソングボイス』（パッケージ版/DL版）     | 羽累 ソングボイス | CeVIO AI | -            | -                | -          |

### AH-Software

#### 弦巻マキ
2021年6月18日に日本語・英語のCeVIO AIトークライブラリとして発売（ソングライブラリはSynthesizer Vで発売）。CeVIOトーク初の英語トークボイスも含む。声優はこれまで担当してきた民安ともえから田中真奈美に変更される。2024年6月20日にはVoiSona Talkによる日本語・英語ライブラリが発売。
| パッケージ                                               | ライブラリ                                | 対応製品     | 感情                             |
| -------------------------------------------------------- | ----------------------------------------- | ------------ | -------------------------------- |
| CeVIO AI 弦巻マキ トークボイス                           | CeVIO AI 弦巻マキ トークボイス（日本語）  | CeVIO AI     | 元気/怒り/落ち着き/哀しみ/穏やか |
| CeVIO AI 弦巻マキ トークボイスセット (日本語＆英語)      | CeVIO AI 弦巻マキ トークボイス（日本語）  | CeVIO AI     | 元気/怒り/落ち着き/哀しみ/穏やか |
| CeVIO AI 弦巻マキ トークスターターパック (日本語＆英語） | CeVIO AI 弦巻マキ トークボイス（日本語）  | CeVIO AI     | 元気/怒り/落ち着き/哀しみ/穏やか |
| CeVIO AI 弦巻マキ トークボイス English                   | CeVIO AI 弦巻マキ トークボイス（English） | CeVIO AI     | Fine/Angry/Calm/Sad/Mild         |
| CeVIO AI 弦巻マキ トークボイスセット (日本語＆英語)      | CeVIO AI 弦巻マキ トークボイス（English） | CeVIO AI     | Fine/Angry/Calm/Sad/Mild         |
| CeVIO AI 弦巻マキ トークスターターパック (日本語＆英語） | CeVIO AI 弦巻マキ トークボイス（English） | CeVIO AI     | Fine/Angry/Calm/Sad/Mild         |
| VoiSona 弦巻マキ トークボイス                            | VoiSona 弦巻マキ トークボイス（日本語）   | VoiSona Talk |                                  |
| VoiSona 弦巻マキ トークボイス English                    | VoiSona 弦巻マキ トークボイス（英語）     | VoiSona Talk |                                  |

### ZAN-SHIN

#### ロサ（ROSA）
ロサ（ROSA）はZAN-SHINによって企画されるAI音声合成キャラクター。CULの妹という設定。CeVIO AIトークライブラリとしての制作を検討している（ソングライブラリはSynthesizer Vで発売予定）。日・英のトークを検討中でCeVIO AIトークの日本語音源は2021年6月3日よりクラウドファンディングを行い、同6月30日に達成した。2021年12月17日に発売。
キャラクターデザイナーは吉田依世。音声提供者は、オーディションによりコスプレライブアクターのしらゆきが採用された。
発売はCULと同じくインターネット社から。
| パッケージ                                                                     | ライブラリ                                | 対応製品 | 感情                    |
| ------------------------------------------------------------------------------ | ----------------------------------------- | -------- | ----------------------- |
| 『CeVIO AI ロサ（ROSA）Talk Starter Pack』 『CeVIO AI ロサ（ROSA）Talk Voice』 | CeVIO AI ロサ（ROSA）Talk Voice（日本語） | CeVIO AI | 普通/嬉しい/悲しみ/怒り |
| 未公表                                                                         | CeVIO AI ROSA TALK (仮称)(English）       | CeVIO AI | 未公表                  |

##### プロフィール設定
- 身長：152 cm
- 性格：明るくやんちゃ
- 年齢：15歳
- キーカラー：ピンク
- 好物：苺大福 [160]

CULの末妹という設定。ソング向けの姿を「歌ロサ」、トーク向けの姿を「トークロサ」と呼ぶ。

### U-Stella

#### フィーちゃん
フィーちゃん（CCD-0500、FEE-chan）は株式会社U-Stellaの企画するキャラクター。
CeVIO AIのトークボイスとしてダウンロード版が2021年11月26日、パッケージ版が2022年12月23日に発売された。キャラクターデザイナーはだるだな。音源提供者は声優の今井麻夏。5種類の感情値を搭載。
声質変換ソフトのVoidolに続き、音声合成ソフトへの参入となった。
| パッケージ                                       | ライブラリ                         | 対応製品 | 感情                                 |
| ------------------------------------------------ | ---------------------------------- | -------- | ------------------------------------ |
| 『CeVIO AI フィーちゃん トークスターターパック』 | CeVIO AI フィーちゃん トークボイス | CeVIO AI | 落ち着き・嬉しい・哀しみ・怒り・普通 |
| 『CeVIO AI フィーちゃん トークボイス』           | CeVIO AI フィーちゃん トークボイス | CeVIO AI | 落ち着き・嬉しい・哀しみ・怒り・普通 |

##### プロフィール設定
- 名前：CCD-0500
- 通称：フィー
- 身長：153cm
- 外見年齢：18歳

『カリカチュア』と呼ばれる人間そっくりなアンドロイド。「フィーちゃん」は通称。

#### ユニちゃん
ユニちゃん（CCD-0001、UNI）はフィーちゃんの姉という設定のキャラクター。クラウドファンディングによりCeVIO AIのトークボイス用音源の制作が決定し、さらに第1ストレッチゴールを達成したことでソングボイスの制作も決定した。キャラクターデザイナーはだるだな。音源提供者は声優の小原莉子。トークソフトは2024年4月26日発売、ソングソフトは発売日未定。
| パッケージ                                     | ライブラリ                       | 対応製品 | 感情                                     |
| ---------------------------------------------- | -------------------------------- | -------- | ---------------------------------------- |
| 『CeVIO AI ユニちゃん トークスターターパック』 | CeVIO AI ユニちゃん トークボイス | CeVIO AI | 普通・怒り・嬉しい・あおり・哀しみ・甘々 |
| 『CeVIO AI ユニちゃん トークボイス』           | CeVIO AI ユニちゃん トークボイス | CeVIO AI | 普通・怒り・嬉しい・あおり・哀しみ・甘々 |

| パッケージ                                     | ライブラリ                       | 対応製品 | 得意ジャンル | 得意な曲のテンポ | 得意な音域 |
| ---------------------------------------------- | -------------------------------- | -------- | ------------ | ---------------- | ---------- |
| 『CeVIO AI ユニちゃん ソングスターターパック』 | CeVIO AI ユニちゃん ソングボイス | CeVIO AI | -            | -                | -          |
| 『CeVIO AI ユニちゃん ソングボイス』           | CeVIO AI ユニちゃん ソングボイス | CeVIO AI | -            | -                | -          |

##### プロフィール設定
- 名前：CCD-0001
- 通称：ユニ
- 身長：149cm
- 外見年齢：18歳

『カリカチュア』のプロトタイプで、フィーちゃんの姉にあたる。特に性格面において一般流通させるには不具合が多かったため開発が凍結されたが、凍結時のミスで意識が完全にはシャットダウンせず、長い時間をかけて覚醒し研究所を脱走した。

### テクノスピーチ

#### 知声
知声（ちせい、Chis-A）は、VoiSonaに標準搭載されるソングボイスライブラリ。中性的な女声ボイスとなっている。無料で提供される。
キャラクターデザイナーはチェリ子。音声提供者はテクノスピーチの元スタッフとのこと。さとうささらなどCeVIO公式キャラクターとは異なり企画・原案をテクノスピーチが手掛ける。2022年9月1日リリース。2023年2月24日には英語ライブラリもリリースされた。2025年秋にはトークボイスもリリース予定。
| パッケージ                  | ライブラリ                        | 対応製品 | 得意ジャンル               | 得意な曲のテンポ | 得意な音域 |
| --------------------------- | --------------------------------- | -------- | -------------------------- | ---------------- | ---------- |
| VoiSona 知声 ソングボイス   | 知声 日本語ソングボイスライブラリ | VoiSona  | ポップス、ジャズ、バラード | 80-145BPM        | G3-D5      |
| VoiSona Chis-A ソングボイス | 知声 英語ソングボイスライブラリ   | VoiSona  |                            | 70-145BPM        | F3-D5      |

| パッケージ                | ライブラリ                        | 対応製品     | 感情 |
| ------------------------- | --------------------------------- | ------------ | ---- |
| VoiSona 知声 トークボイス | 知声 日本語トークボイスライブラリ | VoiSona Talk |      |

##### プロフィール設定
- 名前：知声（Chis-A）
- 身体年齢：19歳
- 身長：160cm
- 体重：46kg

歌う人工知能。外見は大人っぽいが内面は子どもっぽいという設定がある。

#### 機流音
機流音（きるね）は、鬼龍院翔（ゴールデンボンバー）の歌声をもとにしたボイスライブラリ。キャラクターデザイナーはTERU。2022年12月19日発売。
| パッケージ                  | ライブラリ                          | 対応製品 | 得意ジャンル | 得意な曲のテンポ | 得意な音域 |
| --------------------------- | ----------------------------------- | -------- | ------------ | ---------------- | ---------- |
| VoiSona 機流音 ソングボイス | 機流音 日本語ソングボイスライブラリ | VoiSona  |              | 110-185BPM       | C♯3-C♯5    |

##### プロフィール設定
- 身体年齢：21歳
- 身長：164cm

ヴィジュアル系エアーバンド・ゴールデンボンバーVocal「鬼龍院翔」の歌唱AIを搭載したアンドロイド。アンドロイドらしからぬ熱唱に定評があるがそのぶん熱を持ちやすく、体のあちらこちらに排熱の工夫が凝らされている。

#### AiSuu
AiSuu（あいす）は、すぅ（SILENT SIREN）の歌声をもとにしたボイスライブラリ。キャラクターデザイナーはtamimoon。2022年12月19日発売。
| パッケージ                 | ライブラリ                         | 対応製品 | 得意ジャンル | 得意な曲のテンポ | 得意な音域 |
| -------------------------- | ---------------------------------- | -------- | ------------ | ---------------- | ---------- |
| VoiSona AiSuu ソングボイス | AiSuu 日本語ソングボイスライブラリ | VoiSona  |              | 125-190BPM       | G♯3-E5     |

##### プロフィール設定
- 身体年齢：14歳
- 身長：153cm

すぅ（SILENT SIREN）の歌唱AIを搭載したアンドロイド。首周りと頭のインタフェースからそれぞれオーディオ信号、電子データの入出力ができる。お気に入りのギターを肌身離さず持ち歩いており、たまに首から延びるケーブルを差しては、ギターと自分の声を混ぜたりして遊んでいる。

#### MYK-IV
MYK-IV（エムワイケーフォー）は、マイキの歌声をもとにしたボイスライブラリ。キャラクターデザイナーはLAM。2023年7月13日発売。
| パッケージ                  | ライブラリ                          | 対応製品 | 得意ジャンル | 得意な曲のテンポ | 得意な音域 |
| --------------------------- | ----------------------------------- | -------- | ------------ | ---------------- | ---------- |
| VoiSona MYK-IV ソングボイス | MYK-IV 日本語ソングボイスライブラリ | VoiSona  |              | 100-190BPM       | D♯3-B4     |

##### プロフィール設定
- 身体年齢：18歳
- 身長：170cm

ドラマーシンガー「マイキ」の歌唱AIを搭載したアンドロイド（愛称：マイキV）。手に持ったドラムスティックはマイク兼用。衣装にあしらわれた幾何学模様はスピーカー一体型のドラムパッドになっており、音色も自由にカスタマイズできる。ヒマになるとひとりセッションをはじめがち。

#### 田中傘
田中傘（たなか さん）は、VoiSona Talkに標準搭載されるトークボイスライブラリ。やや幼めで可愛らしい声質と落ち着いた語り口調のギャップが特徴的な女声ボイスとなっている。無料で提供される。キャラクターデザインはチェリ子。2023年9月1日リリース。
| パッケージ                  | ライブラリ                          | 対応製品     | 感情 |
| --------------------------- | ----------------------------------- | ------------ | ---- |
| VoiSona 田中傘 トークボイス | 田中傘 日本語トークボイスライブラリ | VoiSona Talk |      |

##### プロフィール設定
- 年齢：26歳
- 誕生日：11月19日
- 出身地：名古屋
- 身長：158cm
- 体重：46kg
- 好きな食べ物：ひつまぶし、小倉トースト

とある音声合成ソフトメーカーに勤める、いつも笑顔な広報のお姉さん。勤務中はマジメで良識ある社会人そのもの。雨傘・日傘のコレクションや手作りが趣味。外歩き用、観賞用、決戦用など色々あるらしい。持ち手を握る握力が鬼のように強い。

#### Pepper
Pepperは、ソフトバンクロボティクスが展開するロボット「Pepper」の声を元にしたボイスライブラリ。2024年1月11日発売。
2023年11月に開始したアプリサービス「即興パフォーマー」のライブラリとして利用されており、VoiSonaでの紹介PVにクレジットが記載されている。CVの記載はされていないが、元々Pepperの声にはAITalkの「まき」（声 - 民安ともえ）が使用されていた。
| パッケージ                  | ライブラリ                          | 対応製品 | 得意ジャンル | 得意な曲のテンポ | 得意な音域 |
| --------------------------- | ----------------------------------- | -------- | ------------ | ---------------- | ---------- |
| VoiSona Pepper ソングボイス | Pepper 日本語ソングボイスライブラリ | VoiSona  |              | 80-120BPM        | A3-C♯5     |

#### 玉姫
玉姫（たまき、Tamaki）は、バーチャルYouTuber・犬山たまきの声を元にしたライブラリ。中音域から高音域に広がる美しい歌声が特徴。ソングボイスは2024年6月1日、トークボイスは同年9月22日発売。
| パッケージ                | ライブラリ                        | 対応製品 | 得意ジャンル | 得意な曲のテンポ | 得意な音域 |
| ------------------------- | --------------------------------- | -------- | ------------ | ---------------- | ---------- |
| VoiSona 玉姫 ソングボイス | 玉姫 日本語ソングボイスライブラリ | VoiSona  |              | 115-175BPM       | G3-F5      |

| パッケージ                | ライブラリ                        | 対応製品     | 感情 |
| ------------------------- | --------------------------------- | ------------ | ---- |
| VoiSona 玉姫 トークボイス | 玉姫 日本語トークボイスライブラリ | VoiSona Talk |      |

##### プロフィール設定
- 年齢：17歳
- 身長：158cm

バーチャルYouTuber「犬山たまき」が女性に生まれて歌を歌う人生を歩んでいたら…？というIFコンセプトで生まれたキャラクター。別の世界線に存在するキャラクターとして新しいビジュアルを持つ。犬山たまきと異なり、口数は少ない。

#### 月音
月音（ルノン、Lunon）は、歌い手・声優・マルチクリエイターである月乃の声を元にしたライブラリ。甘く可愛らしい歌声の"Sweet"、艶っぽく大人な歌声の"Cool"の2種類の音源が搭載されている。2024年12月1日発売。
| パッケージ                | ライブラリ                        | 対応製品 | 得意ジャンル | 得意な曲のテンポ | 得意な音域 |
| ------------------------- | --------------------------------- | -------- | ------------ | ---------------- | ---------- |
| VoiSona 月音 ソングボイス | 月音 日本語ソングボイスライブラリ | VoiSona  |              | 80-200BPM        | G3-F#5     |

##### プロフィール設定
「月乃」の歌唱AIを搭載したアンドロイド『月音（ルノン）』。2パターンの歌声 "Sweet" "Cool" をピンクとブルーで表現したキャラクターデザインとなっている。

#### 雨衣
雨衣（うい）は、イラストレーター/バーチャルYouTuber・しぐれういの声を元にしたライブラリ。透明感のあるかわいい歌声が特徴。2025年5月30日発売。
| パッケージ                | ライブラリ                        | 対応製品 | 得意ジャンル | 得意な曲のテンポ | 得意な音域 |
| ------------------------- | --------------------------------- | -------- | ------------ | ---------------- | ---------- |
| VoiSona 雨衣 ソングボイス | 雨衣 日本語ソングボイスライブラリ | VoiSona  |              | 105-185BPM       | A3-D#5     |

##### プロフィール設定
- 年齢：14歳
- 誕生日：5月30日
- 身長：149cm

容姿はしぐれうい本人とほぼ同じだが、本人が赤などの暖色系を基調としたデザインとなっているのに対し、こちらは青などの寒色系を基調としたデザインとなっている。

#### ルウル
ルウル（LeuR）は、イラストレーター/バーチャルYouTuber・rurudoの声を元にしたライブラリ。ソングボイスはほんのり甘く切ないニュアンスを秘めた、愛らしくもまっすぐな歌声、トークボイスは甘く可愛らしい声質が特徴。ソングボイスは2025年4月4日、トークボイスは同年6月6日発売。
| パッケージ                  | ライブラリ                          | 対応製品 | 得意ジャンル | 得意な曲のテンポ | 得意な音域 |
| --------------------------- | ----------------------------------- | -------- | ------------ | ---------------- | ---------- |
| VoiSona ルウル ソングボイス | ルウル 日本語ソングボイスライブラリ | VoiSona  |              | 85-190BPM        | A3-D5      |

| パッケージ                  | ライブラリ                          | 対応製品     | 感情                                  |
| --------------------------- | ----------------------------------- | ------------ | ------------------------------------- |
| VoiSona ルウル トークボイス | ルウル 日本語トークボイスライブラリ | VoiSona Talk | 普通/楽しい/照れ/怒り/落ち着き/悲しみ |

##### プロフィール設定
- 誕生日：11/11
- 身長：160cm(人間換算)
- 種別：コンピュータウイルス

2000年代のインターネット文化とコンピュータウイルスのいたずら心を併せ持つバーチャルシンガー。「オーナー」と呼ぶあなたのデスクトップに棲みつき、毎日アンチウイルスソフトとの攻防を楽しんでいる。顔文字やAAなど、昔のインターネットで使われたような懐かしい表現を好んで使っている。

#### 那由歌
那由歌（なゆた）は、歌い手・nayutaの声を元にしたライブラリ。透明感あふれるクリアな歌声が特徴。2025年9月27日発売。
| パッケージ                  | ライブラリ                          | 対応製品 | 得意ジャンル | 得意な曲のテンポ | 得意な音域 |
| --------------------------- | ----------------------------------- | -------- | ------------ | ---------------- | ---------- |
| VoiSona 那由歌 ソングボイス | 那由歌 日本語ソングボイスライブラリ | VoiSona  |              | 70-180BPM        | G#3-E5     |

##### プロフィール設定
- 年齢：18歳
- 誕生日：6月18日
- 身長：148cm

インターネット上で数多く歌ってきたnayutaが、長年歌ってきたことで培った技量をアンドロイドに搭載し「那由歌」が誕生。
那由歌を多くのクリエイターに使ってもらい、那由歌の作品が那由多の数だけ生まれることを望んでいる。

### Kizuna AI

#### #KZN
バーチャルYouTuber・キズナアイの声を元にしたライブラリ。活動休止直前の2022年2月25日にCeVIO AIとして制作されることが発表された。公式アカウントでは「キズナ(#KZN)」と表記されており、通称は「#kznちゃん」。イラストレーターは森倉円が担当。8月8日と9月15 - 16日と10月13 - 14日に24時間限定で先行販売されたた後、2023年2月26日に正式に発売された。同年4月21日には、VoiSona版が発売された。
| パッケージ                          | ライブラリ              | 対応製品 | 得意ジャンル | 得意な曲のテンポ | 得意な音域 |
| ----------------------------------- | ----------------------- | -------- | ------------ | ---------------- | ---------- |
| Kizuna AI Original Singeroid “#kzn” | #KZN 日本語ソングボイス | CeVIO AI |              |                  |            |
| VoiSona #KZN ソングボイス           | #KZN 日本語ソングボイス | VoiSona  |              | 60-180BPM        | F3-E5      |

##### プロフィール設定
- 名前：#kzn（読み：キズナ）
- 正式名称：Kizuna AI Original Singeroid “#kzn”
- 愛称：#kzn（キズナ）ちゃん
- 身長：140.4cm
- 誕生日：2022年2月26日

「キズナアイがスリープしている間に、みんなをつなげるハブ役として、キズナアイとクリエイターをサポートする歌唱特化型AI」という設定。

### ブシロード

#### POPY
POPYは、CeVIOと「BanG Dream!」によるプロジェクト「夢ノ結唱（BanG Dream! AI Singing Synthesizer）」のイメージキャラクター。Poppin'Partyのボーカル・戸山香澄をモデルにしており、担当声優の愛美の過去楽曲のボーカルレコーディングデータを元にソングボイスライブラリが制作されている。キャラクターデザインは米室が担当。2022年3月19日に開催された「ガルパ5周年記念ファンフェスタ in 秋葉原」内で発表された。ダウンロード版は2022年12月21日、パッケージ版は2023年2月28日発売。
| パッケージ                                                            | ライブラリ                 | 対応製品 | 得意ジャンル | 得意な曲のテンポ | 得意な音域 |
| --------------------------------------------------------------------- | -------------------------- | -------- | ------------ | ---------------- | ---------- |
| 夢ノ結唱 BanG Dream! AI Singing Synthesizer POPY（パッケージ版/DL版） | CeVIO AI POPY ソングボイス | CeVIO AI | -            | -                | -          |
| 夢ノ結唱 BanG Dream! AI Singing Synthesizer POPY ソングボイス（DL版） | CeVIO AI POPY ソングボイス | CeVIO AI | -            | -                | -          |

#### ROSE
ROSEは、CeVIOと「BanG Dream!」によるプロジェクト「夢ノ結唱（BanG Dream! AI Singing Synthesizer）」のイメージキャラクター。Roseliaのボーカル・湊友希那をモデルにしており、担当声優の相羽あいなの過去楽曲のボーカルレコーディングデータを元にソングボイスライブラリが制作されている。キャラクターデザインは米室が担当。2022年3月19日に開催された「ガルパ5周年記念ファンフェスタ in 秋葉原」内で発表された。ダウンロード版は2022年12月21日、パッケージ版は2023年2月28日発売。
| パッケージ                                                            | ライブラリ                 | 対応製品 | 得意ジャンル | 得意な曲のテンポ | 得意な音域 |
| --------------------------------------------------------------------- | -------------------------- | -------- | ------------ | ---------------- | ---------- |
| 夢ノ結唱 BanG Dream! AI Singing Synthesizer ROSE（パッケージ版/DL版） | CeVIO AI ROSE ソングボイス | CeVIO AI | -            | -                | -          |
| 夢ノ結唱 BanG Dream! AI Singing Synthesizer ROSE ソングボイス（DL版） | CeVIO AI ROSE ソングボイス | CeVIO AI | -            | -                | -          |

### ガソリンアレイ

#### 双葉湊音
双葉湊音（ふたば みなと）は、株式会社ガソリンアレイの企画するキャラクター。「青春系ソングボイス」を銘打っており、ストレートで芯の通った美しいクリアボイスを特徴としている。音源提供者は三澤紗千香。キャラクターデザインはひとばが担当。CeVIO AIソングボイス版は2022年12月2日発売。2023年8月18日にVoisona版が発売。CeVIO AI トークボイス版とVoiSona Talk版は2024年1月26日発売。
| パッケージ                                                  | ライブラリ                     | 対応製品 | 得意ジャンル | 得意な曲のテンポ | 得意な音域 |
| ----------------------------------------------------------- | ------------------------------ | -------- | ------------ | ---------------- | ---------- |
| 『CeVIO AI 双葉湊音 スターターパック』（パッケージ版/DL版） | CeVIO AI 双葉湊音 ソングボイス | CeVIO AI |              |                  |            |
| 『CeVIO AI 双葉湊音 ソングボイス』（パッケージ版/DL版）     | CeVIO AI 双葉湊音 ソングボイス | CeVIO AI |              |                  |            |
| 『VoiSona 双葉湊音』                                        | VoiSona 双葉湊音               | VoiSona  | 70-140BPM    | G3-F5            |            |

| パッケージ                                   | ライブラリ                                    | 対応製品     | 感情                                                 |
| -------------------------------------------- | --------------------------------------------- | ------------ | ---------------------------------------------------- |
| 『CeVIO AI 双葉湊音 トークスターターパック』 | CeVIO AI 双葉湊音 トークボイス                | CeVIO AI     | 「普通」「元気」「怒り」「泣き」「人見知り」「幼い」 |
| 『CeVIO AI 双葉湊音 トークボイス』           | CeVIO AI 双葉湊音 トークボイス                | CeVIO AI     | 「普通」「元気」「怒り」「泣き」「人見知り」「幼い」 |
| VoiSona Talk 双葉湊音 トークボイス           | VoiSona 双葉湊音 日本語トークボイスライブラリ | VoiSona Talk | 「普通」「元気」「怒り」「泣き」「人見知り」「幼い」 |

##### プロフィール設定
- 出身地：自然の多いところ
- 年齢：15歳
- 誕生日：2月2日
- 身長：158cm

自然が豊かでやや田舎の街生まれ。特別目立つわけでもない、だけど不思議と少し気になる声を持った女の子。基本は常に一枚壁を作って気を張っているような印象があるものの、緊張が解けるとドジをしたり割とガサツなところもあるらしい。

### candy cream algorithm

#### 奏兎める
奏兎める（かなと める）は、株式会社candy cream algorithmに所属するバーチャルYouTuber「奏兎める」の声を元にしたソングライブラリ。幼く可愛らしい声が特徴。2023年4月20日発売。AIによる作詞支援ツール「Chimera-chan」、作曲支援ツール「kana-mell」も同時リリースされる。2024年5月16日には、VoiSona版ソングライブラリ「奏兎める2.0」が発売された。
| パッケージ                                     | ライブラリ                     | 対応製品 | 得意ジャンル | 得意な曲のテンポ | 得意な音域 |
| ---------------------------------------------- | ------------------------------ | -------- | ------------ | ---------------- | ---------- |
| 『CeVIO AI 奏兎める ソングスターター』（DL版） | CeVIO AI 奏兎める ソングボイス | CeVIO AI |              |                  |            |
| 『CeVIO AI 奏兎める ソングボイス』（DL版）     | CeVIO AI 奏兎める ソングボイス | CeVIO AI |              |                  |            |
| 『VoiSona 奏兎める』                           | VoiSona 奏兎める ソングボイス  | VoiSona  |              | 80-150BPM        | G♯3-D♯5    |

##### プロフィール設定
- 愛称：める、うさめる、めるるん
- 年齢：16歳
- 誕生日：4月20日
- 身長：154cm
- 体重：44kg
- 好きな食べ物：苺ショートケーキ、アイシングクッキー

転生前にうさぎとして10年生きていた。

### バンダイナムコエンターテインメント

#### 分散型自律ゴーレム りむる
分散型自律ゴーレム りむるは、バンダイナムコエンターテインメントの音楽プロジェクト「電音部」のキャラクター「りむる」（声 - をとは）の量産型クローンという設定のソングライブラリ。2023年8月11日に発売された。2024年6月28日には、VoiSona版ソングライブラリ「分散型自律ゴーレム りむる 2.0」が発売された。
| パッケージ                                                     | ライブラリ                                      | 対応製品 | 得意ジャンル | 得意な曲のテンポ | 得意な音域 |
| -------------------------------------------------------------- | ----------------------------------------------- | -------- | ------------ | ---------------- | ---------- |
| 『分散型自律ゴーレム りむる ソングスターター』（パッケージ版） | CeVIO AI 分散型自律ゴーレム りむる ソングボイス | CeVIO AI |              |                  |            |
| 『分散型自律ゴーレム りむる ソングスターター』（DL版）         | CeVIO AI 分散型自律ゴーレム りむる ソングボイス | CeVIO AI |              |                  |            |
| 『分散型自律ゴーレム りむる ソングボイス』（DL版）             | CeVIO AI 分散型自律ゴーレム りむる ソングボイス | CeVIO AI |              |                  |            |
| 『VoiSona 分散型自律ゴーレム りむる』                          | VoiSona 分散型自律ゴーレム りむる ソングボイス  | VoiSona  |              | 100-180BPM       | F#3-F5     |

##### プロフィール設定
全世界型企業「GR社」が開発した「りむる」のクローンを量産化したもの。個人や組織がオーナーとして管理・所有している。体内でMusicQuarkの力を用いてMusicCrystalを疑似的に生成することで活動できるようになっており、個体ごとの個性は共鳴する音楽次第で千差万別に変化する。

### KONAMI
ライブラリシリーズである 「LAUGH DiAMOND」とそれらに属するキャラクターは、同社が制作するシャインポストにおいても、同名のアイドルチーム名とメンバーが存在する。

#### 篁響季
篁響季（たかむら ひびき）は、KONAMIのVoiSonaソングライブラリシリーズ「LAUGH DiAMOND」のメンバーの一人。2024年4月1日に発売された。音声提供者は鈴木杏奈。とても力強い歌声と、美しいビブラート、豊富な歌唱テクニックに加え、推奨音域を外れても、ビブラートがしっかり出ることと、音程が的確なことが特徴。
| パッケージ             | ライブラリ             | 対応製品 | 得意ジャンル     | 得意な曲のテンポ | 得意な音域 |
| ---------------------- | ---------------------- | -------- | ---------------- | ---------------- | ---------- |
| VoiSona たかむらひびき | VoiSona たかむらひびき | VoiSona  | ロック、バラード | 71-192BPM        | F#3-D5     |

##### プロフィール設定
- 年齢：17歳
- 身長：161cm
- 誕生日：3月19日
- 好きな食べ物：チョコミントアイス

クールで真面目なロック少女。4人のリーダー的存在。子供の頃から歌うのが好きで、中学でギターを始め、高校で友達とガールズバンドを組み、ギターボーカルとして学園祭に出たり、近くのライブハウスに出たりするようになる。音楽でプロになることを夢見て作曲を始めるものの、作曲センスは壊滅的。

#### 風祭朝陽
風祭朝陽（かざまつり あさひ）は、KONAMIのVoiSonaソングライブラリシリーズ「LAUGH DiAMOND」のメンバーの一人。2024年4月1日に発売された。音声提供者は熊沢世莉奈。10代から20代の等身大の女性の、極めてナチュラルな歌声が特徴。
| パッケージ               | ライブラリ               | 対応製品 | 得意ジャンル           | 得意な曲のテンポ | 得意な音域 |
| ------------------------ | ------------------------ | -------- | ---------------------- | ---------------- | ---------- |
| VoiSona かざまつりあさひ | VoiSona かざまつりあさひ | VoiSona  | アイドル、ポップロック | 70-200BPM        | G3-E5      |

##### プロフィール設定
- 年齢：15歳
- 身長：152cm
- 誕生日：6月28日
- 好きな食べ物：B級グルメ

ノリと勢いで生きている元気っ子。生まれついての陽キャで、自然とみんなを引っ張っていくムードメーカーだが、自分だけの特別な「何か」が欲しいお年頃。「ロックかどうか」という価値観にこだわっているが、楽器も弾けないし実はロックのこともほぼ知らない。

#### 小紫桃果
小紫桃果（こむらさき ももか）は、KONAMIのVoiSonaソングライブラリシリーズ「LAUGH DiAMOND」のメンバーの一人。2024年4月1日に発売された。音声提供者は白河みずな。寧で優しく繊細さを感じる、可愛らしい歌声が特徴。
| パッケージ               | ライブラリ               | 対応製品 | 得意ジャンル     | 得意な曲のテンポ | 得意な音域 |
| ------------------------ | ------------------------ | -------- | ---------------- | ---------------- | ---------- |
| VoiSona こむらさきももか | VoiSona こむらさきももか | VoiSona  | アコースティック | 74-181BPM        | A3-C♯5     |

##### プロフィール設定
- 年齢：16歳
- 身長：158cm
- 誕生日：10月16日
- 好きな食べ物：オムライス

女性アイドルが大好きだが、そもそも可愛い女の子を観察するのが大好き。いわばアイドル全般の箱推しで、古今東西のアイドルに詳しく、その話をするときは早口になってしまうのに、一般的な話題や自分の話になると突然喋れなくなってしまう。女の子好きを公言しているが、本当に女の子と付き合いたいのかは言分でもよく分からない。なお、実際にアイドルを前にしても、やはり挙動不審でろくにしゃべれなくなる。

#### 山田花音
山田花音（やまだ かのん）は、KONAMIのVoiSonaソングライブラリシリーズ「LAUGH DiAMOND」のメンバーの一人。2024年4月1日に発売された。音声提供者は東北イタコと同じく木戸衣吹だが、「明るく元気な声質で、可愛らしい跳ね上げが特徴」と差別化されている。
| パッケージ           | ライブラリ           | 対応製品 | 得意ジャンル         | 得意な曲のテンポ | 得意な音域 |
| -------------------- | -------------------- | -------- | -------------------- | ---------------- | ---------- |
| VoiSona やまだかのん | VoiSona やまだかのん | VoiSona  | ポップス、エレクトロ | 116-199BPM       | F#3-B4     |

##### プロフィール設定
- 年齢：17歳
- 身長：163cm
- 誕生日：9月29日
- 好きな食べ物：ユニコーンフード

奇抜なファッションで不思議ちゃんキャラ（を演じる）ボクっ娘。 宇宙から来たとか髪の色は地毛とか奇妙なことばかり言っているが、設定はガバガバでよく変わる。中学までは地味で目立たない存在だったが、承認欲求が強く、高校からコスプレを始め、次第にキャラを作るようになっていった。人気者になることが目標。名字の「やまだ」を可愛くないと思っており、名字を呼ばれることが嫌い。

### そよぎフラクタル

#### 梵そよぎ
梵そよぎ（そよぎ そよぎ）は、梶裕貴声優活動20周年を記念して立ち上げられたキャラクタープロジェクト「そよぎフラクタル」のキャラクター。CeVIO AI初の男声ソングライブラリである。2024年11月21日発売。
プロジェクトの一環として、スピンオフ漫画『性悪男とAIのセオリー〜自我に目覚めたのにブラック企業に酷使されているAIが戯れにVTuberデビュー！バズってめんどくせぇことになって人類滅亡の危機!?っつっても僕AIなんで知りませーん〜』が2025年1月9日発売の『別冊少年マガジン』2月号に読み切りとして掲載。梶裕貴が原案、諫山創がネーム原作を担当。作画担当者は2024年4月に募集が行われ、熨斗上カイが漫画を執筆している。
| パッケージ                         | ライブラリ                          | 対応製品     | 感情 |
| ---------------------------------- | ----------------------------------- | ------------ | ---- |
| CeVIO AI 梵そよぎ トークスターター | CeVIO AI 梵そよぎ トークボイス      | CeVIO AI     |      |
| CeVIO AI 梵そよぎ トークボイス     | CeVIO AI 梵そよぎ トークボイス      | CeVIO AI     |      |
| VoiSona Talk 梵そよぎ トークボイス | VoiSona 梵そよぎ 日本語トークボイス | VoiSona Talk |      |

| パッケージ                         | ライブラリ                          | 対応製品 | 得意ジャンル | 得意な曲のテンポ | 得意な音域 |
| ---------------------------------- | ----------------------------------- | -------- | ------------ | ---------------- | ---------- |
| CeVIO AI 梵そよぎ ソングスターター | CeVIO AI 梵そよぎ ソングボイス      | CeVIO AI |              |                  | C♯3-G♯4    |
| CeVIO AI 梵そよぎ ソングボイス     | CeVIO AI 梵そよぎ ソングボイス      | CeVIO AI |              |                  | C♯3-G♯4    |
| VoiSona 梵そよぎ                   | VoiSona 梵そよぎ 日本語ソングボイス | VoiSona  |              | 80-170BPM        | C♯3-G♯4    |

##### プロフィール設定
「声」と「言葉」を与えたことで誕生した、もう一つの世界の梶裕貴。様々なクリエイターとのコラボレーションを通じて、人格を形成・成長していく存在。

### MARUMOCHI LABEL

#### 箱庭ハノ
箱庭ハノ（はこにわハノ）はYouTube・配信をメインに活動している女性ユニット・ハコニワリリィの『Hanon』の歌声をもとに製作されたソングライブラリ。キャラクターデザインはAiceClassのイラストレーター科所属の『はなあられ』による。2025年1月29日発売。
| パッケージ                                    | ライブラリ            | 対応製品 | 得意ジャンル | 得意な曲のテンポ | 得意な音域 |
| --------------------------------------------- | --------------------- | -------- | ------------ | ---------------- | ---------- |
| 『箱庭ハノ ソングスターター』（パッケージ版） | 箱庭ハノ ソングボイス | CeVIO AI |              |                  |            |
| 『箱庭ハノ ソングスターター』（DL版）         | 箱庭ハノ ソングボイス | CeVIO AI |              |                  |            |
| 『箱庭ハノ ソングボイス』（DL版）             | 箱庭ハノ ソングボイス | CeVIO AI |              |                  |            |

#### 箱庭コト
箱庭コト（はこにわコト）はYouTube・配信をメインに活動している女性ユニット・ハコニワリリィの『Kotoha』の歌声をもとに製作されたソングライブラリ。キャラクターデザインは『はなあられ』による。2025年1月29日発売。
| パッケージ                                    | ライブラリ | 対応製品 | 得意ジャンル | 得意な曲のテンポ | 得意な音域 |
| --------------------------------------------- | ---------- | -------- | ------------ | ---------------- | ---------- |
| 『箱庭コト ソングスターター』（パッケージ版） | 箱庭コト   | CeVIO AI |              |                  |            |
| 『箱庭コト ソングスターター』（DL版）         | 箱庭コト   | CeVIO AI |              |                  |            |
| 『箱庭コト ソングボイス』（DL版）             | 箱庭コト   | CeVIO AI |              |                  |            |

### Chorical

#### SELENA
SELENAは、アメリカのChorical社が企画したVoiSona2種類目の英語ライブラリ。歌声合成分野で包括性・多様性を推進することを目的とした「Color Spectrum Series」の製品第1弾として製作された。音声提供者はOktavia、キャラクターデザインはToeknee。2024年11月23日発売。
| パッケージ                  | ライブラリ                    | 対応製品 | 得意ジャンル | 得意な曲のテンポ | 得意な音域 |
| --------------------------- | ----------------------------- | -------- | ------------ | ---------------- | ---------- |
| VoiSona SELENA ソングボイス | SELENA ソングボイスライブラリ | VoiSona  |              | 80-180BPM        | F3-F♯5     |

##### プロフィール設定
- 身長：172cm
- 体重：60kg
- 要素：宇宙
- 代表色：青
- 好きな楽器：ピアノ
- 好きな動物：牛
- 星座：さそり座
- 血液型：A+

自身の歌を人類と分かち合うために宇宙から舞い降りたプリンセス「SELENA」。人々の音楽に魅了された彼女は、星が暗闇に光を与えるかのごとく、その非凡な声で歌に命を吹き込む。優雅な佇まいに加え、彼女の探求心と温かな優しさは出会う全ての人の心を引きつけている。

#### 瑛璨
瑛璨（インツァン/Ying Can）は、VoiSona初の中国語ライブラリ。音声提供者は非公表、キャラクターデザインはVOFAN。2025年4月30日発売。
| パッケージ                | ライブラリ                            | 対応製品 | 得意ジャンル | 得意な曲のテンポ | 得意な音域 |
| ------------------------- | ------------------------------------- | -------- | ------------ | ---------------- | ---------- |
| VoiSona 瑛璨 ソングボイス | 瑛璨 標準中国語ソングボイスライブラリ | VoiSona  |              | 60-140BPM        | G3-C#5     |

##### プロフィール設定
- 身長：158cm
- 好きな季節：春、そして春に咲き誇る花々
- 好きなもの：真珠のように虹色に輝く泡
- 好きな飲み物：タピオカ苺ミルクティー
- MBTI：ESFP
- 干支：戌

明るく元気なバーチャルシンガー。音楽を作って人々に届けることが、彼女の使命。少しドジでおっちょこちょいな一面もあるが、どんなに不機嫌な人でも思わず笑顔にしてしまうほどの輝きを心に秘めている。

### Studio ENTRE

#### 白岬ジャスパー
白岬ジャスパー（しらきジャスパー）は、Studio ENTREとGONZOによるAIシンガーレーベル「GEMVOX」のキャラクターであり、Synthesizer Vで発売された紫門トパーズに続く製品第2弾として製作された。音声提供者は光永泰一朗。2024年12月11日発売。
| パッケージ                      | ライブラリ                        | 対応製品 | 得意ジャンル | 得意な曲のテンポ | 得意な音域 |
| ------------------------------- | --------------------------------- | -------- | ------------ | ---------------- | ---------- |
| VoiSona ジャスパー ソングボイス | ジャスパー ソングボイスライブラリ | VoiSona  |              | 70-125BPM        | C3-G4      |

##### プロフィール設定
常に鬱々とした気分に囚われており、無気力で無関心。周囲に対して冷徹な態度を崩さずどこか遠くにいるような印象を与えるが、その内面は複雑で不安定な感情の渦に飲み込まれそうになっている。彼の精神状態はまるで物理的な物質が相転移を繰り返すように、凝固・揺動・鼓動・覚醒の4つの異なる「状態」を行き来する。それぞれの状態は、彼の感情と行動に劇的な変化をもたらし、予測不可能な方向へと導く。

## ボイスライブラリ対応表
特記ない限り、対応言語は日本語のみである。
| 発売元                                                 | ライブラリ                | CeVIO CSトーク | CeVIO CSソング | CeVIO AIトーク | CeVIO AIソング | VoiSona   | VoiSona Talk |
| ------------------------------------------------------ | ------------------------- | -------------- | -------------- | -------------- | -------------- | --------- | ------------ |
| フロンティアワークス                                   | さとうささら              | Yes            | Yes            | Yes            | Yes            | Yes       | Yes          |
| フロンティアワークス                                   | すずきつづみ              | Yes            | N/A            | Yes            | Yes            | Yes       | Yes          |
| フロンティアワークス                                   | タカハシ                  | Yes            | N/A            | Yes            | N/A            | N/A       | Yes          |
| 1st PLACE（テクノスピーチ）                            | ONE                       | Yes            | Yes            | Yes            | Yes            | Yes       | Yes          |
| 1st PLACE                                              | IA                        | Yes            | （英語）       | Yes            | （日・英）     | （日/英） | Yes          |
| エクシング                                             | 赤咲湊                    | N/A            | Yes            | N/A            | N/A            | N/A       | N/A          |
| エクシング                                             | 緑咲香澄                  | N/A            | Yes            | N/A            | N/A            | N/A       | N/A          |
| エクシング                                             | 銀咲大和                  | N/A            | Yes            | N/A            | N/A            | N/A       | N/A          |
| エクシング                                             | 金咲小春                  | N/A            | Yes            | N/A            | N/A            | N/A       | N/A          |
| エクシング                                             | 白咲優大                  | N/A            | Yes            | N/A            | N/A            | N/A       | N/A          |
| エクシング                                             | 黄咲愛里                  | N/A            | Yes            | N/A            | N/A            | N/A       | N/A          |
| エクシング、テイチクエンタテインメント、三波クリエイツ | ハルオロイド・ミナミ      | N/A            | Yes            | N/A            | N/A            | N/A       | N/A          |
| VOCALOMAKETS（テクノスピーチ）                         | 結月ゆかり                | N/A            | N/A            | N/A            | Yes            | Yes       | N/A          |
| インクストゥエンター（ガイノイド）                     | Ci flower                 | N/A            | N/A            | N/A            | Yes            | Yes       | N/A          |
| KAMITSUBAKI STUDIO                                     | 可不                      | N/A            | N/A            | N/A            | Yes            | N/A       | N/A          |
| AHS（SSS）                                             | 東北きりたん              | N/A            | N/A            | N/A            | Yes            | Yes       | N/A          |
| AHS（SSS）                                             | 東北ずん子                | N/A            | N/A            | N/A            | Yes            | Yes       | N/A          |
| AHS（SSS）                                             | 東北イタコ                | N/A            | N/A            | N/A            | Yes            | Yes       | N/A          |
| AHS（SSS）                                             | ずんだもん                | N/A            | N/A            | N/A            | Yes            | Yes       | N/A          |
| AHS（SSS）                                             | 四国めたん                | N/A            | N/A            | N/A            | Yes            | Yes       | N/A          |
| AHS（TOKYO6 ENTERTAINMENT）                            | 小春六花                  | N/A            | N/A            | Yes            | N/A            | N/A       | Yes          |
| AHS                                                    | 弦巻マキ                  | N/A            | N/A            | （日・英）     | N/A            | N/A       | （日・英）   |
| INTERNET（ZAN-SHIN）                                   | ロサ                      | N/A            | N/A            | （日・英）     | N/A            | N/A       | N/A          |
| AHS（TOKYO6 ENTERTAINMENT）                            | 夏色花梨                  | N/A            | N/A            | Yes            | N/A            | N/A       | Yes          |
| AHS（TOKYO6 ENTERTAINMENT）                            | 花隈千冬                  | N/A            | N/A            | Yes            | N/A            | N/A       | Yes          |
| U-Stella、株式会社テクノスピーチ                       | フィーちゃん              | N/A            | N/A            | Yes            | N/A            | N/A       | N/A          |
| U-Stella、株式会社テクノスピーチ                       | ユニちゃん                | N/A            | N/A            | Yes            | Yes            | N/A       | N/A          |
| KAMITSUBAKI STUDIO                                     | 星界                      | N/A            | N/A            | N/A            | Yes            | N/A       | N/A          |
| テクノスピーチ                                         | 知声                      | N/A            | N/A            | N/A            | N/A            | Yes       | Yes          |
| Kizuna AI株式会社                                      | #KZN                      | N/A            | N/A            | N/A            | Yes            | Yes       | N/A          |
| ブシロード                                             | POPY                      | N/A            | N/A            | N/A            | Yes            | N/A       | N/A          |
| ブシロード                                             | ROSE                      | N/A            | N/A            | N/A            | Yes            | N/A       | N/A          |
| KAMITSUBAKI STUDIO                                     | 裏命                      | N/A            | N/A            | N/A            | Yes            | N/A       | N/A          |
| KAMITSUBAKI STUDIO                                     | 狐子                      | N/A            | N/A            | N/A            | Yes            | N/A       | N/A          |
| KAMITSUBAKI STUDIO                                     | 羽累                      | N/A            | N/A            | N/A            | Yes            | N/A       | N/A          |
| ガソリンアレイ                                         | 双葉湊音                  | N/A            | N/A            | Yes            | Yes            | Yes       | Yes          |
| テクノスピーチ                                         | 機流音                    | N/A            | N/A            | N/A            | N/A            | Yes       | N/A          |
| テクノスピーチ                                         | AiSuu                     | N/A            | N/A            | N/A            | N/A            | Yes       | N/A          |
| テクノスピーチ                                         | MYK-IV                    | N/A            | N/A            | N/A            | N/A            | Yes       | N/A          |
| テクノスピーチ                                         | 田中傘                    | N/A            | N/A            | N/A            | N/A            | N/A       | Yes          |
| テクノスピーチ                                         | 玉姫                      | N/A            | N/A            | N/A            | N/A            | Yes       | Yes          |
| テクノスピーチ                                         | 月音                      | N/A            | N/A            | N/A            | N/A            | Yes       | N/A          |
| テクノスピーチ                                         | 雨衣                      | N/A            | N/A            | N/A            | N/A            | Yes       | N/A          |
| テクノスピーチ                                         | ルウル                    | N/A            | N/A            | N/A            | N/A            | Yes       | Yes          |
| テクノスピーチ                                         | 那由歌                    | N/A            | N/A            | N/A            | N/A            | Yes       | N/A          |
| candy cream algorithm                                  | 奏兎める                  | N/A            | N/A            | N/A            | Yes            | Yes       | N/A          |
| バンダイナムコエンターテインメント                     | 分散型自律ゴーレム りむる | N/A            | N/A            | N/A            | Yes            | Yes       | N/A          |
| テクノスピーチ、ソフトバンクロボティクス               | Pepper                    | N/A            | N/A            | N/A            | N/A            | Yes       | N/A          |
| KONAMI                                                 | 篁響季                    | N/A            | N/A            | N/A            | N/A            | Yes       | N/A          |
| KONAMI                                                 | 風祭朝陽                  | N/A            | N/A            | N/A            | N/A            | Yes       | N/A          |
| KONAMI                                                 | 小紫桃果                  | N/A            | N/A            | N/A            | N/A            | Yes       | N/A          |
| KONAMI                                                 | 山田花音                  | N/A            | N/A            | N/A            | N/A            | Yes       | N/A          |
| そよぎフラクタル                                       | 梵そよぎ                  | N/A            | N/A            | Yes            | Yes            | Yes       | Yes          |
| MARUMOCHI LABEL                                        | 箱庭ハノ                  | N/A            | N/A            | N/A            | Yes            | N/A       | N/A          |
| MARUMOCHI LABEL                                        | 箱庭コト                  | N/A            | N/A            | N/A            | Yes            | N/A       | N/A          |
| Chorical                                               | SELENA                    | N/A            | N/A            | N/A            | N/A            | （英）    | N/A          |
| Chorical                                               | 瑛璨                      | N/A            | N/A            | N/A            | N/A            | （中）    | N/A          |
| Studio ENTRE                                           | 白岬ジャスパー            | N/A            | N/A            | N/A            | N/A            | Yes       | N/A          |